# Église Saint-Denis de Méry-sur-Oise
L'église Saint-Denis est une église catholique paroissiale située à Méry-sur-Oise, en France. Elle a été presque entièrement construite entre la fin du XVe siècle et le début du XVIe siècle, dans le style gothique flamboyant, en conservant toutefois le chevet du XIIIe siècle. Son plan est très simple : une nef de six travées accompagnée d'un unique collatéral de même longueur, ainsi qu'une petite chapelle latérale. Dans le détail, certaines particularités apparaissent néanmoins, telle la configuration irrégulière des travées les plus occidentales. Bien que le collatéral représente la première partie construite à la fin du XVe siècle, comme le montre le portail flamboyant et l'année de 1485 gravée dans une clé de voûte, ses fenêtres sont de style Renaissance, tout comme les chapiteaux des grandes arcades faisant communiquer le collatéral avec la nef. Il doit s'agir d'un remaniement de la seconde moitié du XVIe siècle, mais l'histoire de l'église n'a pas encore été écrite. Le lien étroit avec le château de Méry et ses seigneurs ne fait pas de doute, et une porte fait directement communiquer la chapelle latérale avec le château. Pourtant, l'architecture globalement assez sobre de l'église n'affiche aucune ambition particulière, ni un besoin de représentation. Elle est classée au titre des monuments historiques par arrêté du 2 avril 1915.

## Localisation

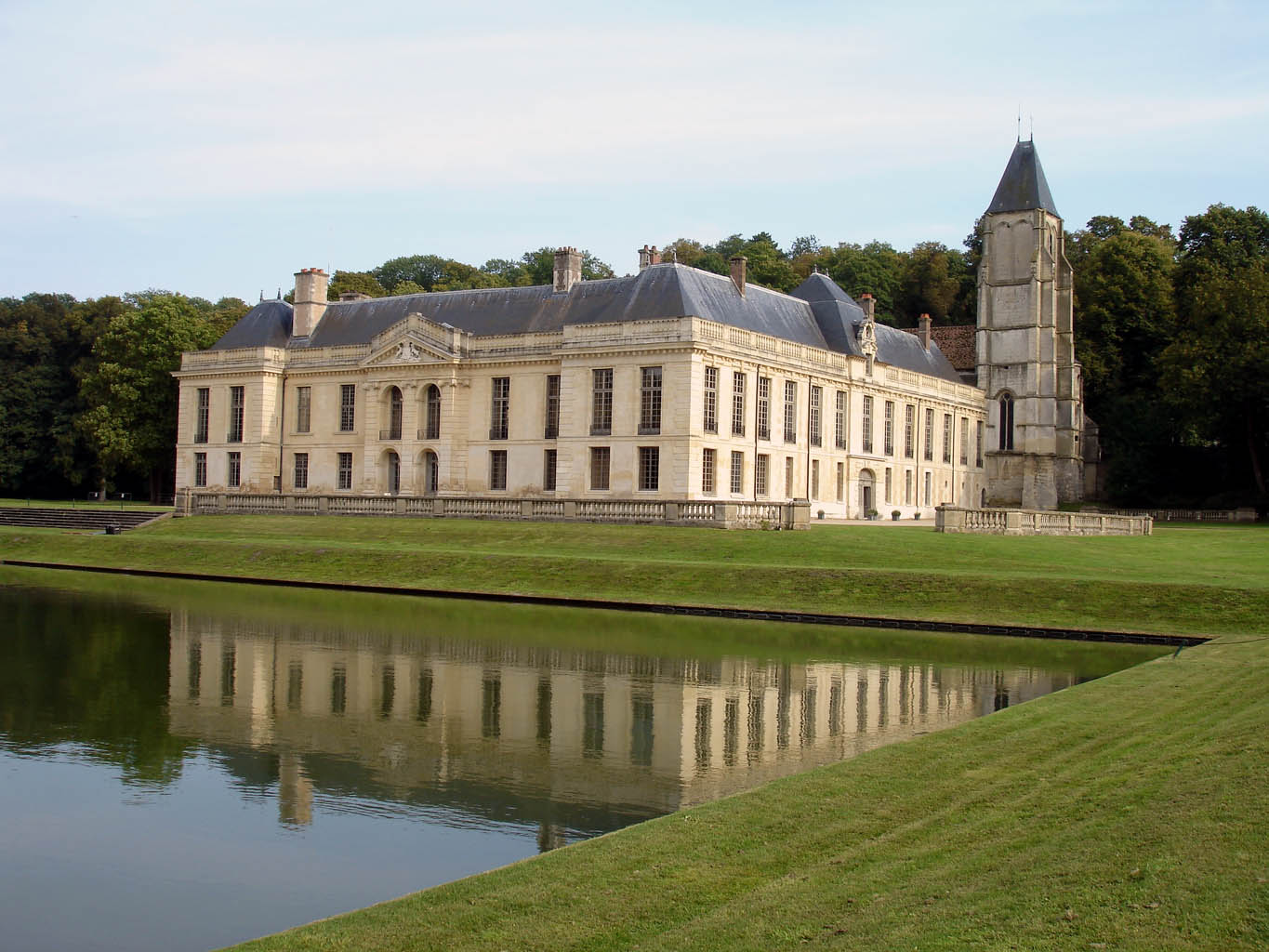
Château et clocher de l'église.

L'église est située dans le département français du Val-d'Oise, sur la commune de Méry-sur-Oise, rue de L'Isle-Adam, en dehors du centre du bourg. L'église est mitoyenne du château de Méry, et trois de ses façades donnent sur le domaine du château. Seule la façade méridionale est visible depuis la rue ; elle est précédée par le parvis de l'église, en contrebas de la rue. Depuis le parc du château de Méry, propriété municipale, l'on peut apercevoir le clocher et le mur occidental. L'église étant bâtie à flanc de coteau, l'on doit encore descendre plusieurs marches pour entrer dans le porche devant la façade méridionale, puis descendre un deuxième escalier pour pénétrer enfin dans l'édifice. Le sol de l'église se situe donc nettement en dessous du niveau de la rue, ce qui pose des problèmes d'humidité (voir ci-dessous).

## Historique

### Les origines et la construction

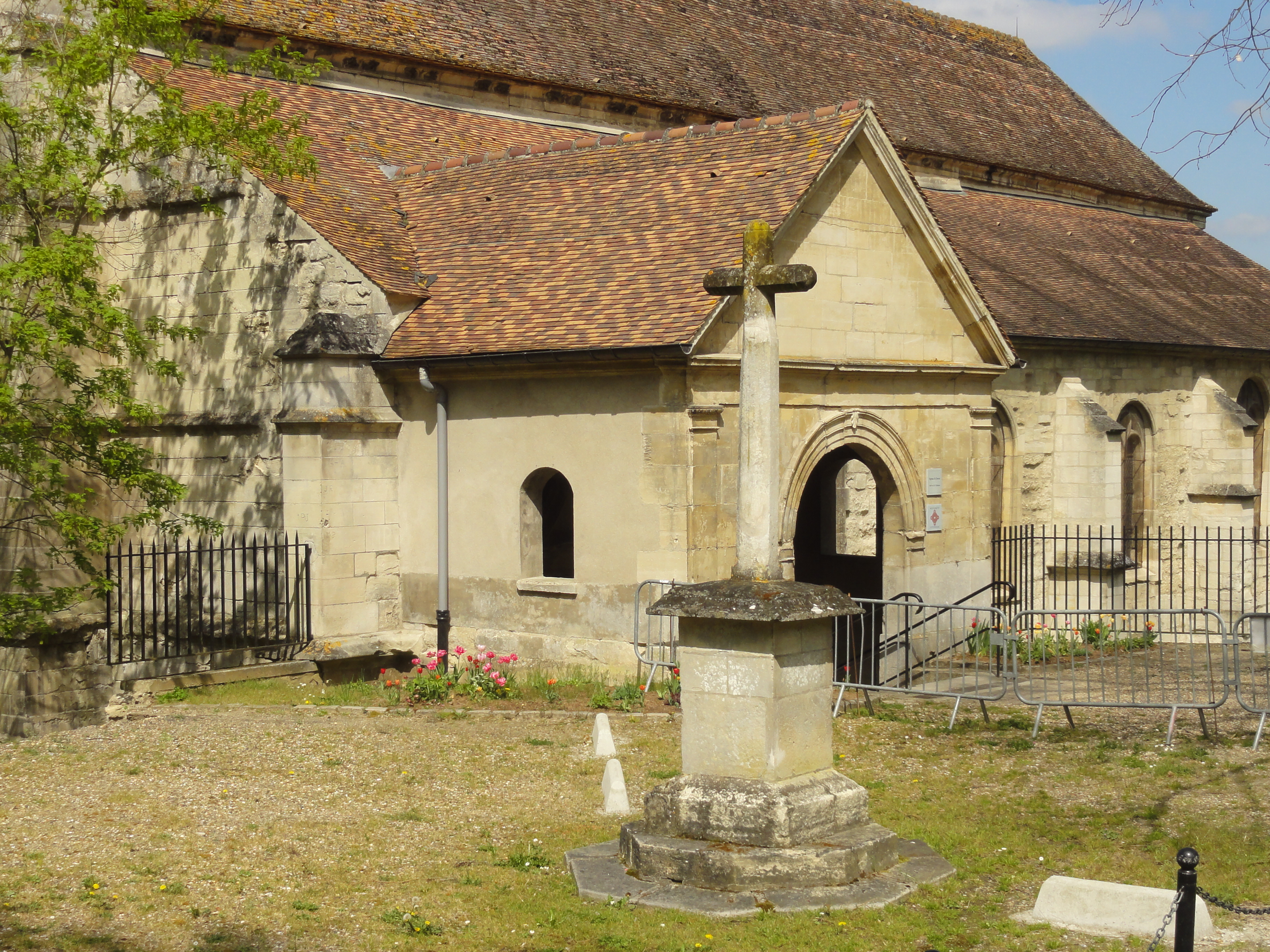
Vue depuis le sud-ouest.

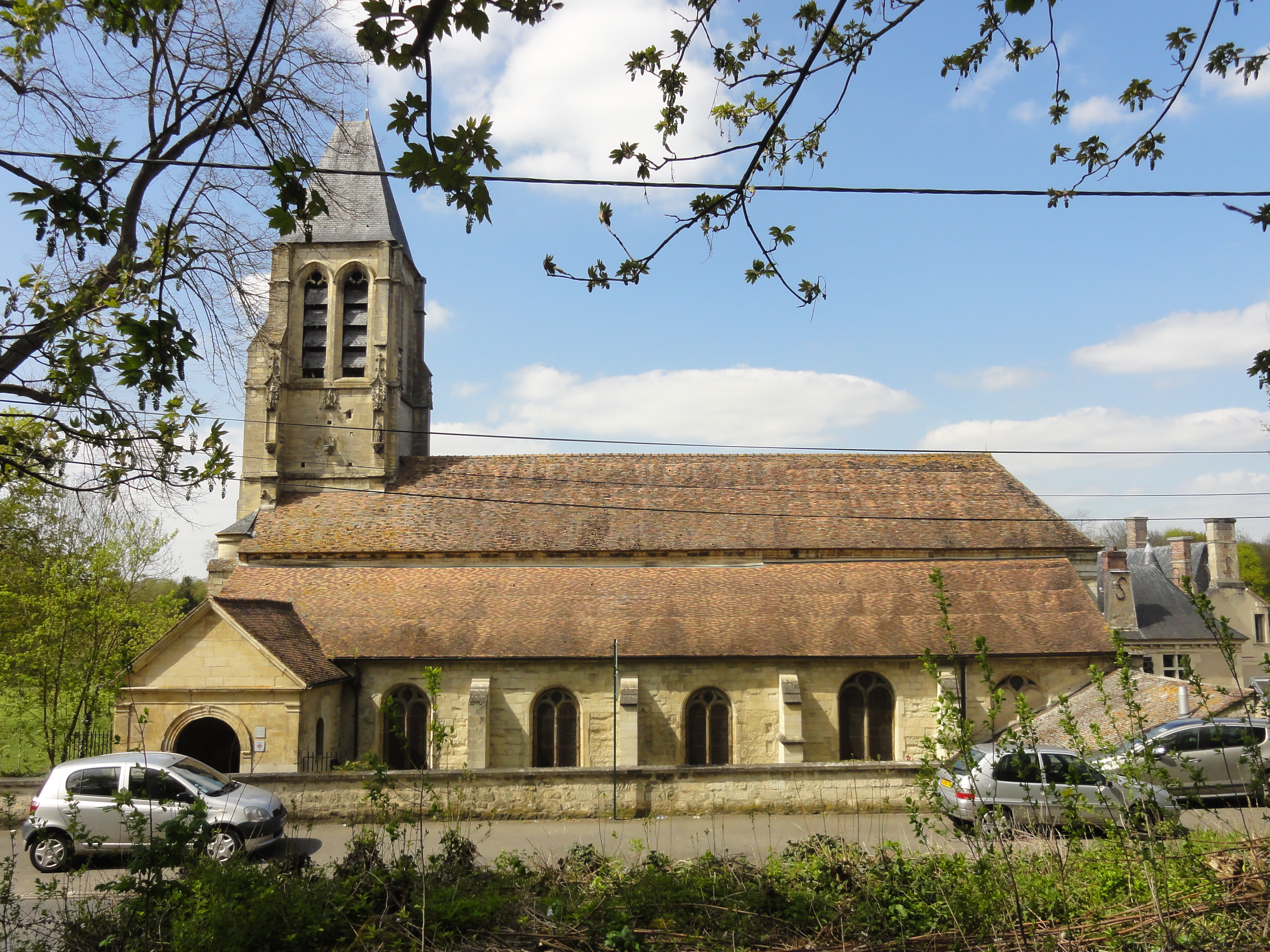
Vue depuis le sud.

L'église Saint-Denis n'ayant pas encore fait l'objet d'une monographie ou d'une étude archéologique poussée, de très importantes lacunes dans la connaissance de son histoire subsistent, et le présent article ne saura donner qu'un bref aperçu. En 1892, le comte Edgar Ségur-Lamoignon et Joseph Depoin publient bien la première partie de leur « Histoire seigneuriale, civile et paroissiale de Méry-sur-Oise », mais elle est consacrée uniquement à la seigneurie, et la seconde partie n'est jamais parue.
Un prieuré aurait été fondée par les moines de l'abbaye Saint-Denis dès le VIe siècle, et ils auraient construit une première église en 862, ce qui explique son placement sous le vocable de Denis de Paris, évangélisateur de la région. Les moines délaissent Méry-sur-Oise au XIIIe siècle. La précédente église de Méry-sur-Oise datait justement du XIIIe siècle et était de style gothique. Elle a été dévastée sous la guerre de Cent Ans, et seul le mur du chevet et les fonts baptismaux en subsistent. La reconstruction de l'église aurait été entreprise à partir de 1485, sur ordre du seigneur Charles d'Orgemont. Est concernée par cette campagne de travaux la chapelle seigneuriale au nord du chœur, dont la pierre de dédicace porte la date du 5 août 1487. L'une des clés de voûte du collatéral porte la date de 1485, et l'agence des Bâtiments de France (ABF) le date effectivement du XVe siècle : la reconstruction a donc dû commencer bien avant 1485. Le clocher, qui se dresse au-dessus de la première travée de la nef, est également daté du XVIe siècle par l'ABF. Ces parties sont de style gothique flamboyant,.
Quant à la nef principale, de la deuxième à la sixième et dernière travée, l'ABF la date du XVIe siècle. Pierre d'Orgemont a donc dû conserver la nef gothique dans un premier temps, précédée par le nouveau clocher à l'ouest, flanquant le collatéral de six travées au sud, et donnant accès à la chapelle seigneuriale au nord de sa dernière travée. Le choix de reconstruire le collatéral avant la nef peut donc surprendre, d'autant plus que ces deux parties communiquent entre elles par de larges arcades. Elles sont homogènes tant du côté du collatéral que de la nef, et comportent des chapiteaux d'inspiration antique, d'ordre ionique : il s'agit d'œuvres de la Renaissance, qui apparaît dans la région avec le château d'Écouen, bâti entre 1538 et 1555. Les piliers des grandes arcades ont donc dû être repris en sous-œuvre, peut-être en remplacement des piliers gothiques du XIIIe siècle, ou sinon des piliers ondulés de la période flamboyante,, car l'église aurait souffert pendant les guerres de religion des années 1570 / 1590, puis remise en état sous Antoine de Saint-Chamans, seigneur de Méry à partir de 1597. L'église étant directement attenante au château, elle est exposée aux conflits à chaque fois que l'on s'attaque au château.

### Les restaurations

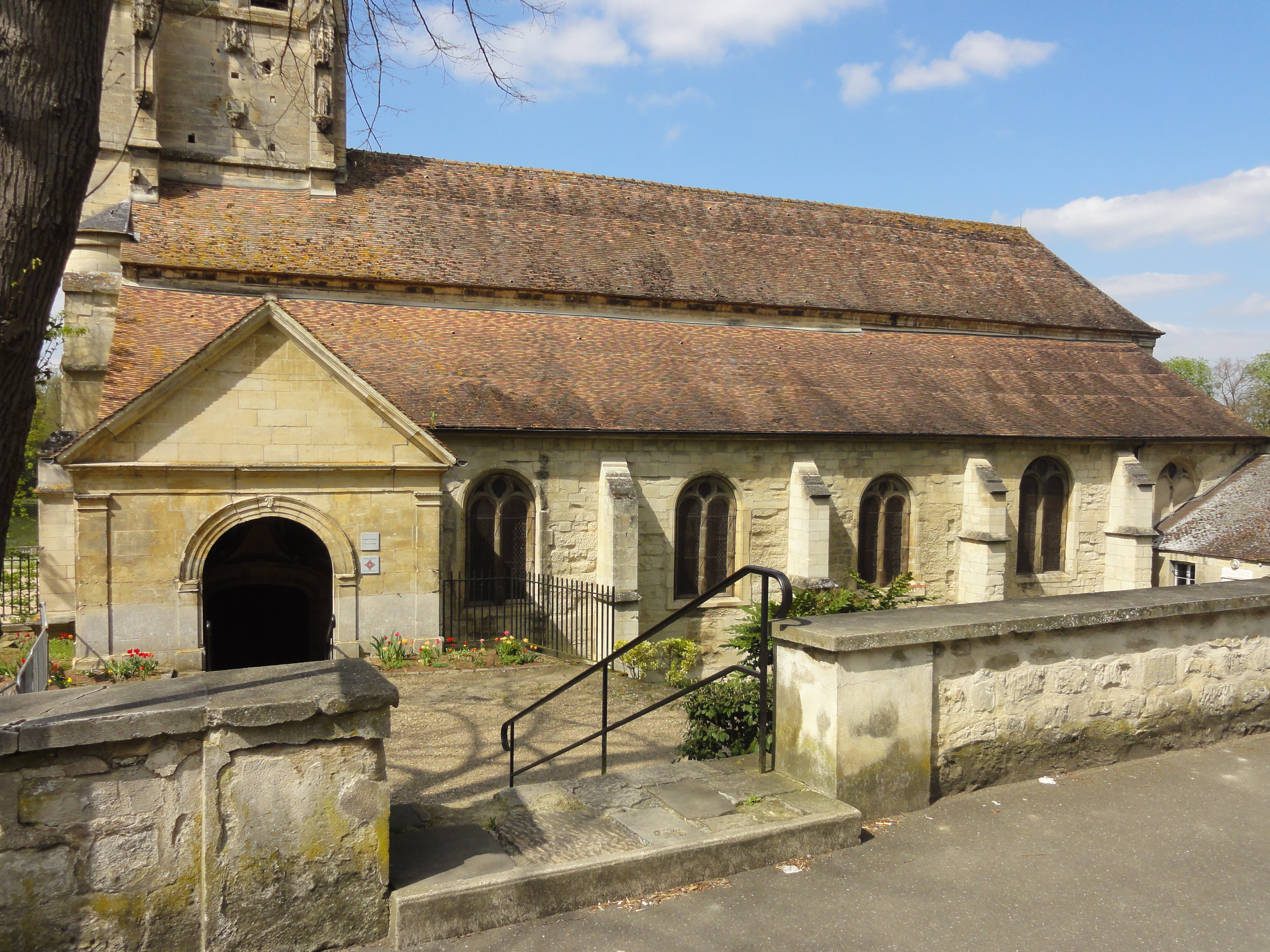
Porche et bas-côté sud.

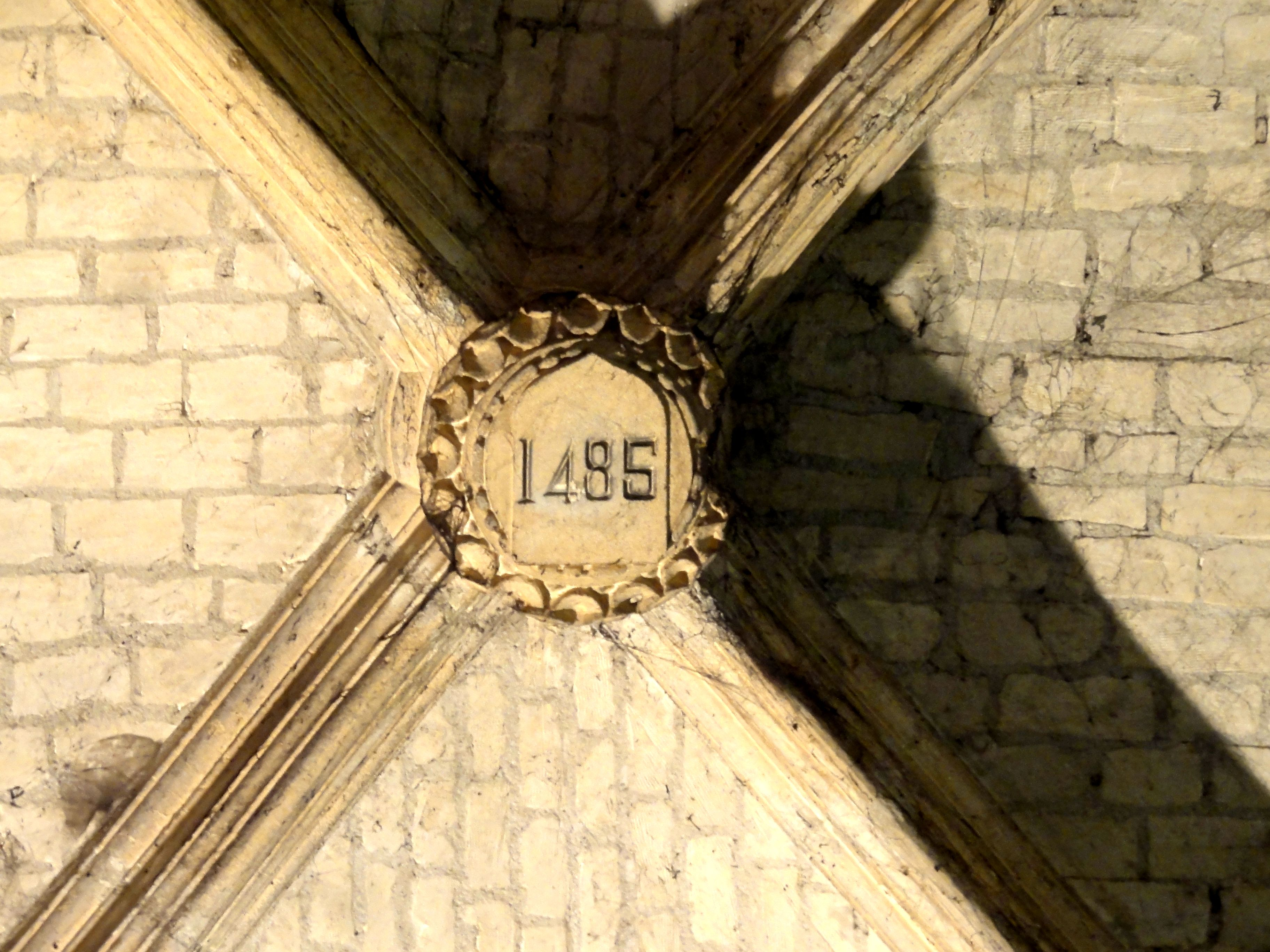
Clé de voûte de 1485, dans le collatéral.

L'édifice aurait subi plusieurs remaniements durant les siècles qui ont suivi, ; ils n'ont pas modifié sa structure ni porté atteinte à son style. Une clé de voûte du collatéral porte la date de 1897. L'église Saint-Denis est classée au titre des monuments historiques par arrêté du 2 avril 1915, à la suite d'un rapport de l'architecte Paul Selmersheim de 1910. Mort en 1916, il est relayé par Gabriel Ruprich-Robert, architecte en chef des monuments historiques, et Paul Boeswillwald, inspecteur des monuments historiques. À partir de 1920, ils font effectuer des travaux de réparation, financés en partie par la commune elle-même. Il s'agit de la réfection de la couverture du clocher, de la reprise d'un contrefort et de réparations de la charpente et de la couverture. Une lettre de 1926 fait état du délabrement des voûtes qui prennent l'eau.
En 1927, Paul Boeswillwald confie le dossier à l'architecte en chef des monuments historiques Jules Formigé. Des travaux de réfection des toitures ont lieu à la fin de cette même année. Les abat-sons des baies du clocher sont remplacés entre septembre 1937 et février 1938 ; entretemps, Jules Formigé est remplacé par Pierre Paquet. Ce dernier n'intervient plus à Méry du fait de l'éclatement de la Seconde Guerre mondiale un an et demi plus tard. La couverture de l'église est endommagée par des bombardements et le mur du collatéral sud prend l'eau.
Les premiers travaux à partir d'avril 1945 sont financés par des crédits d'urgence et portent donc essentiellement sur l'assainissement de ce mur. Ce ne semble pas être chose aisée car faisant l'objet de plusieurs devis et attributions de marchés successifs, jusqu'à la fin de l'année suivante, et un nouveau procédé breveté « Knapen » est essayé en juillet 1946. Ce n'est que fin 1947 que les crédits pour la réparation des toitures sont débloqués. L'architecte en chef des monuments historiques Robert Camelot assure la direction de la restauration jusqu'en 1949, puis il passe le flambeau à Ernest Herpe. Ses premiers projets sont la consolidation des piliers et la remise en état du remplage des fenêtres, et de nouvelles vitres sont installées en 1950. L'état global de l'église est toujours très fragile : en 1951, la voûte d'ogives de l'avant-dernière travée de la nef doit être étayée ; fin 1952, l'assainissement du mur du sud est une fois de plus d'actualité ; et en 1952, le chevet doit être consolidé. L'architecte en chef des monuments historiques Sylvain Stym-Popper est chargé des dossiers à partir de 1954. Avec l'avancement des réparations, de nouveaux problèmes surgissent sans cesse et d'autres voûtes de la nef et du collatéral doivent être étayées en 1954 et 1955. Stym-Popper soumet des devis pour l'achèvement de la réparation des dommages de guerre le 9 avril 1957 et le 2 juin 1959, concernant la maçonnerie et les vitraux : ces travaux sont menés en automne 1959. L'achèvement de la restauration intérieure s'échelonne de mai 1960 à mars 1961. Finalement, des travaux d'étaiement puis de consolidation de voûtes deviennent de nouveau nécessaires entre février 1967 et mars 1969.

## Description

### Aperçu général

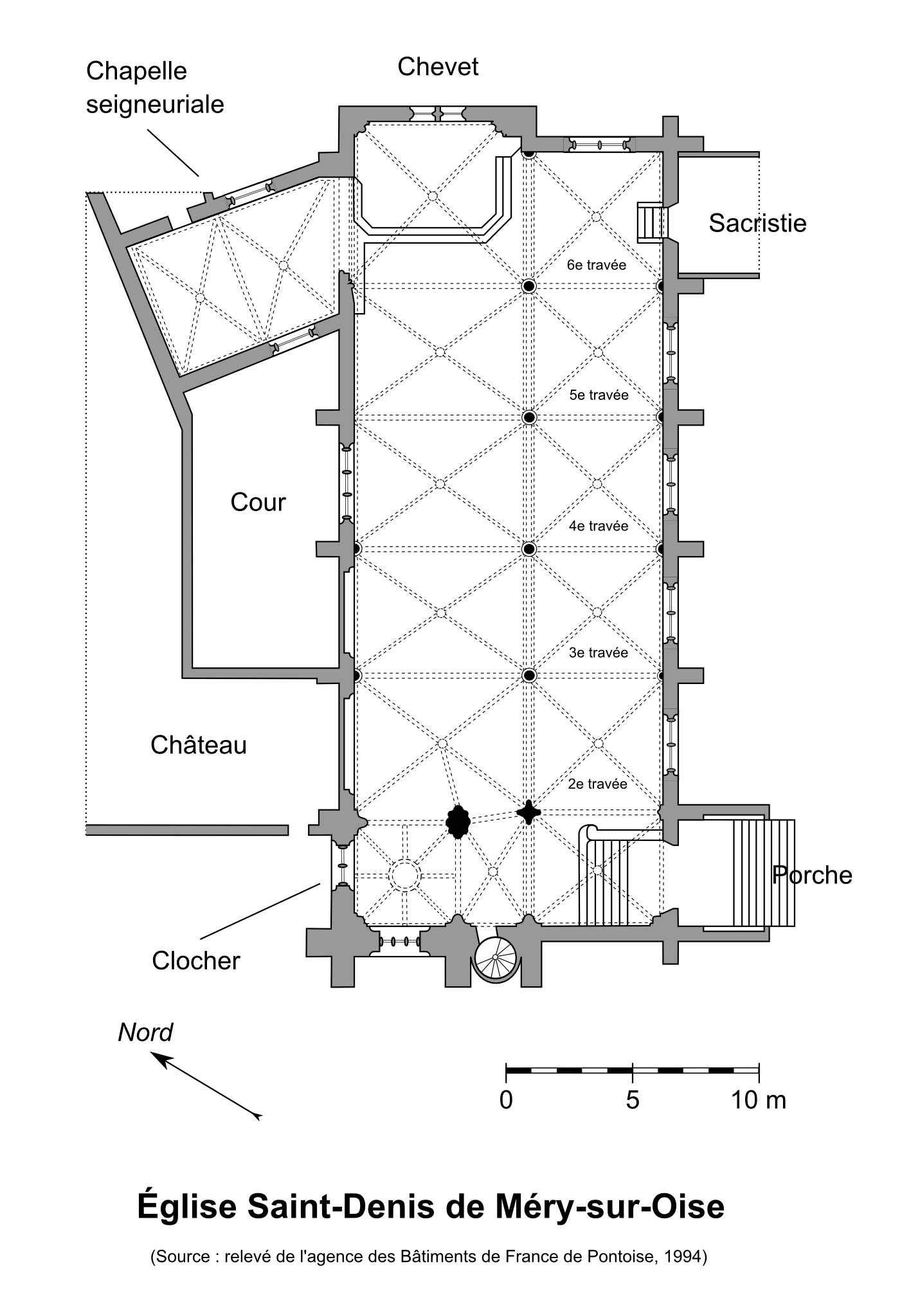
Plan de l'église.

Orientée irrégulièrement nord-est - sud-ouest, avec une dérivation de 30° par rapport à l'axe géographique est - ouest, l'église Saint-Denis se compose d'une nef de six travées et d'un collatéral unique, presque de même longueur. Seulement la dernière travée est un peu plus courte. Les deux vaisseaux se terminent par un chevet plat. Aucune distinction entre nef et chœur n'existe sur le plan architectural. La chapelle seigneuriale comporte deux travées successives et est placée en biais au nord de la dernière travée de la nef. La sacristie a été ajoutée au sud de la dernière travée de la nef ; elle est sans intérêt. Les travées de l'église sont rarement de dimensions identiques. Dans la nef, les travées sont barlongues, sauf la dernière, qui est presque carrée ; dans le collatéral, l'on s'approche d'un plan carré pour la plupart des travées, sauf la première. Le clocher carré se dresse au-dessus de la première travée de la nef, qui est pleinement intégrée dans l'espace intérieur, malgré la charge qu'elle supporte. Cependant, l'incompatibilité entre le plan barlong des travées de la nef (résultant de sa largeur et de la portée des grandes arcades) et le plan carré du clocher a obligé le maître d'œuvre à insérer une étroite travée entre la base du clocher et le collatéral. Elle est de plan trapézoïdal, car le clocher est moins large que la portée de la première grande arcade. Une tourelle d'escalier flanque la travée étroite à l'ouest.
L'ensemble des travées de l'église est voûté sur croisées d'ogives simples, sauf la base du clocher, dont la voûte possède des liernes supplémentaires, et est percée en son centre d'un trou de cloche, et sauf la travée adjacente de la nef, dont la voûte se compose de cinq voûtains. Le clocher est coiffé d'un toit à la hache, et la nef d'un toit à deux rampants, avec une croupe du côté du chevet, et un pignon à l'ouest. Le toit en appentis du collatéral s'appuie contre le mur méridional de la nef, et le porche et la chapelle disposent de toits à deux rampants perpendiculaires à l'axe de la nef. L'accès à l'église se fait uniquement par le porche au sud de la première travée du collatéral, en descendant deux escaliers successifs, l'un à l'extérieur et l'autre au sein de l'église même. Des accès secondaires existent depuis le château et depuis la sacristie.

### Extérieur

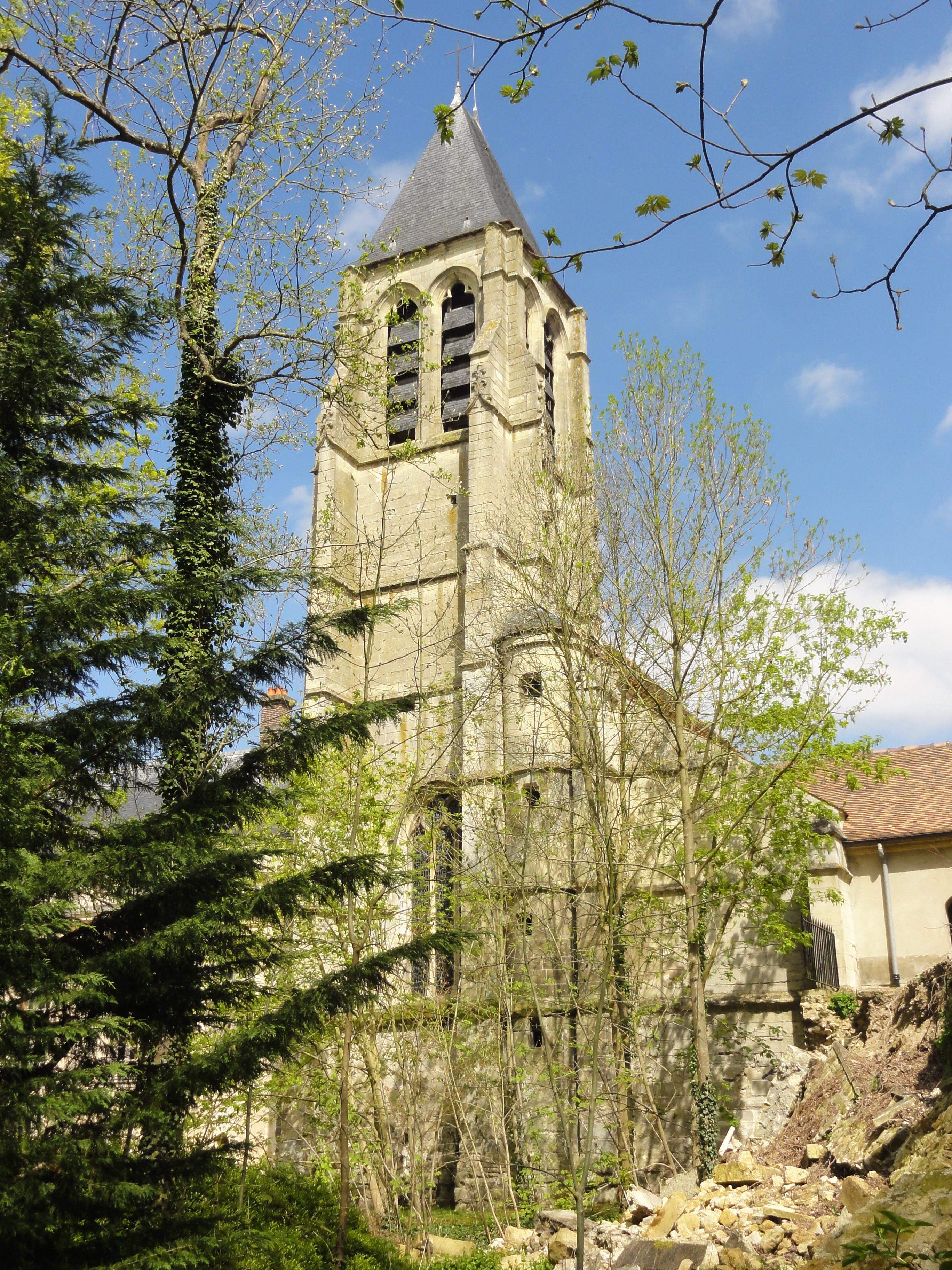
Vue depuis l'ouest.

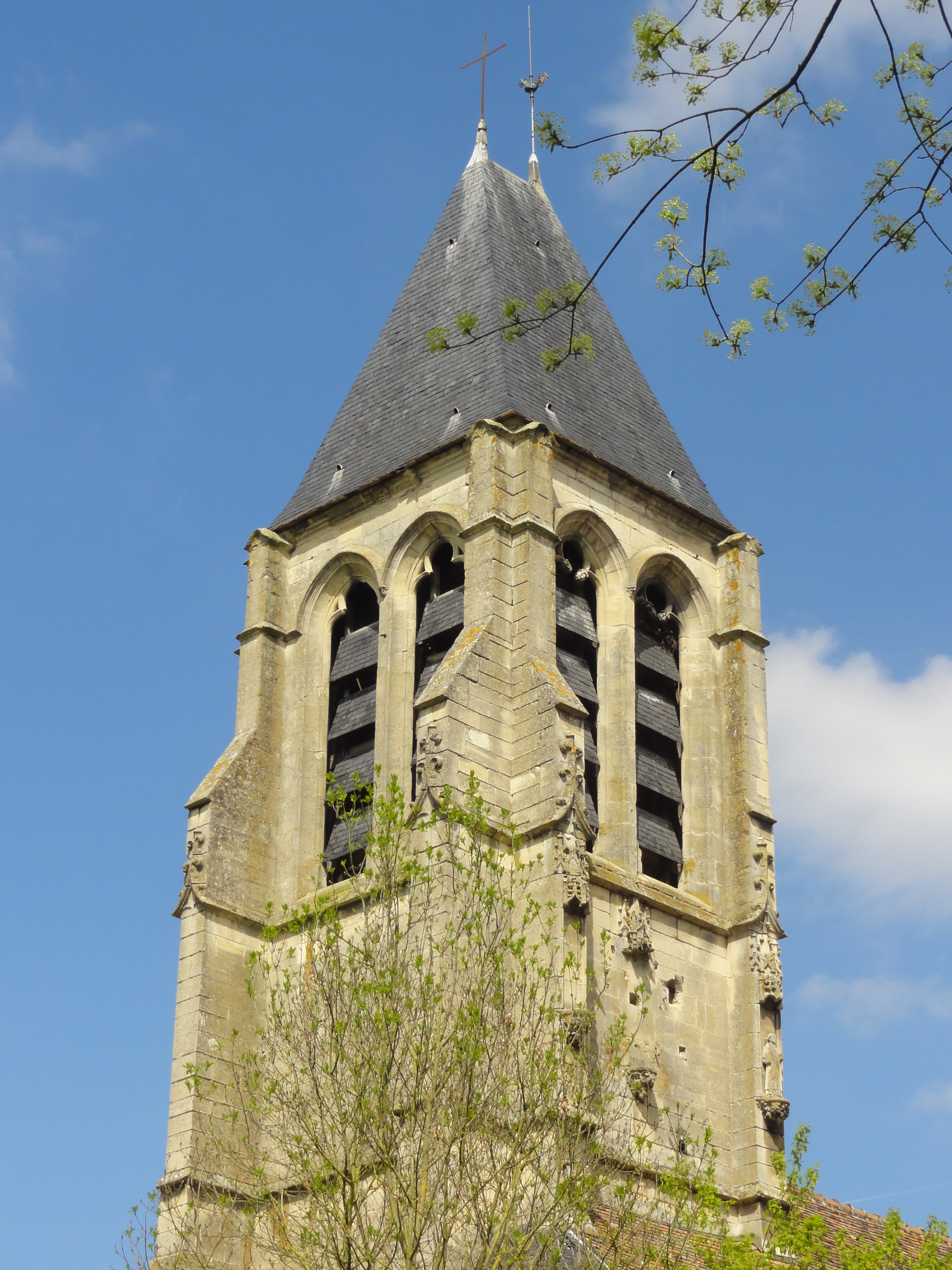
Clocher, côté sud-ouest.

La façade méridionale est la seule qui est exposée au regard des paroissiens, mais elle n'a pour autant pas fait l'objet de soins particuliers, exception faite du portail. De pure style flamboyant, il est dissimulé sous un porche de style classique, auquel l'on accède par un escalier de onze marches. La porte en anse de panier est assez basse, car située au-dessus du niveau du sol de l'église, et surmontée par une fenêtre. Les piédroits sont décorés de moulures prismatiques, tout comme l'archivolte, agrémentée en plus d'une frise de feuilles d'acanthe et d'une frise de postes. Une accolade couronne l'archivolte et se termine par un fleuron. Elle se superpose à la fenêtre, également en anse de panier, et doté d'un réseau flamboyant composé de deux arcades plein cintre aux têtes trilobées, encadrant une autre arcade plus élevée. L'archivolte de la fenêtre est elle aussi décorée de frises. Quant au mur du collatéral, il est percé de cinq fenêtres plein cintre au remplage Renaissance standard, avec deux arcades plein cintre surmontées d'un oculus, séparées les unes des autres par des contreforts à l'intersection entre les travées. Ils présentent un larmier à mi-hauteur et se terminent par un glacis, et rien ne renvoie à la période flamboyante ni à la période Renaissance. La dernière fenêtre, au pied de laquelle se situe la sacristie, a été bouchée, ne laissant libre que le petit oculus tout en haut. L'appareil des murs est pour l'essentiel constitué de pierres de taille et peu homogène ; ce sont les assises à mi-hauteur qui portent le plus les marques du temps.
Le clocher, visible le mieux depuis le parc du château, est une tour assez austère, dont la seule ornementation sont des accolades amorties par pinacles plaqués sur les contreforts d'angle, à hauteur de l'étage de beffroi, ainsi que trois niches à statues surmontées par des dais au sud. Ces dais sont finement ciselés, et la niche de droite contient même encore sa statue. Ensuite, les contreforts se retraitent moyennant des glacis, puis se continuent sous la forme de contreforts plats, recouverts par des chaperons à leur sommet. L'étage de beffroi est percé de deux baies gémelées en cintre brisé surbaissé par face, mais du côté du parc, les baies sont murées. Horizontalement, le clocher est scandé par six niveau de larmiers englobant les contreforts. Le rez-de-chaussée comporte une large fenêtre au remplage flamboyant tardif à l'ouest, avec trois formes surmontées par deux mouchettes, et une autre fenêtre plus étroite au nord : elles éclairent l'intérieur de la nef. Par contre, l'étage médian du clocher est aveugle. À droite du clocher, le mur occidental de l'église est précédé par la tourelle d'escalier ; il n'y a pas de façade occidentale à proprement parler, ni de portail, ni d'autres fenêtres. Du mur septentrional, rien n'est visible, et le château touche directement à l'église au niveau de la seconde travée de la nef et de la chapelle seigneuriale, formant ainsi une cour intérieure au nord de l'église. La troisième et la quatrième travée possèdent des fenêtres donnant sur cette cour, identiques à celle de la base du clocher côté ouest, mais la première est bouchée (tout comme la fenêtre de la seconde travée, visible encore depuis l'intérieur). En somme, l'église ne compte donc qu'une fenêtre à l'ouest et deux au sud.
Le chevet n'est visible que depuis le domaine du château. Le chœur du début du XIIIe siècle est éclairé par deux lancettes simples surmontées d'un oculus, et s'inscrivant dans un arc de décharge commun, comme en haut des nefs de Clermont et Saint-Leu-d'Esserent ; sur les chevets d'Ableiges (sans l'oculus), Courcelles-sur-Viosne (sans l'oculus) et Livilliers ; sur le croisillon nord de Belloy-en-France ; sur le transept de Mello (fenêtres hautes) ; ou sur le chœur-halle de Villers-Saint-Paul. Ce type de fenestrage préfigure le développement du remplage à la période rayonnante. Le collatéral présente à l'est une fenêtre avec un fin remplage de deux lancettes en tiers-point surmontées d'un oculus circulaire, qu'il ne faut pas assimiler aux fenêtres Renaissance du mur méridional.

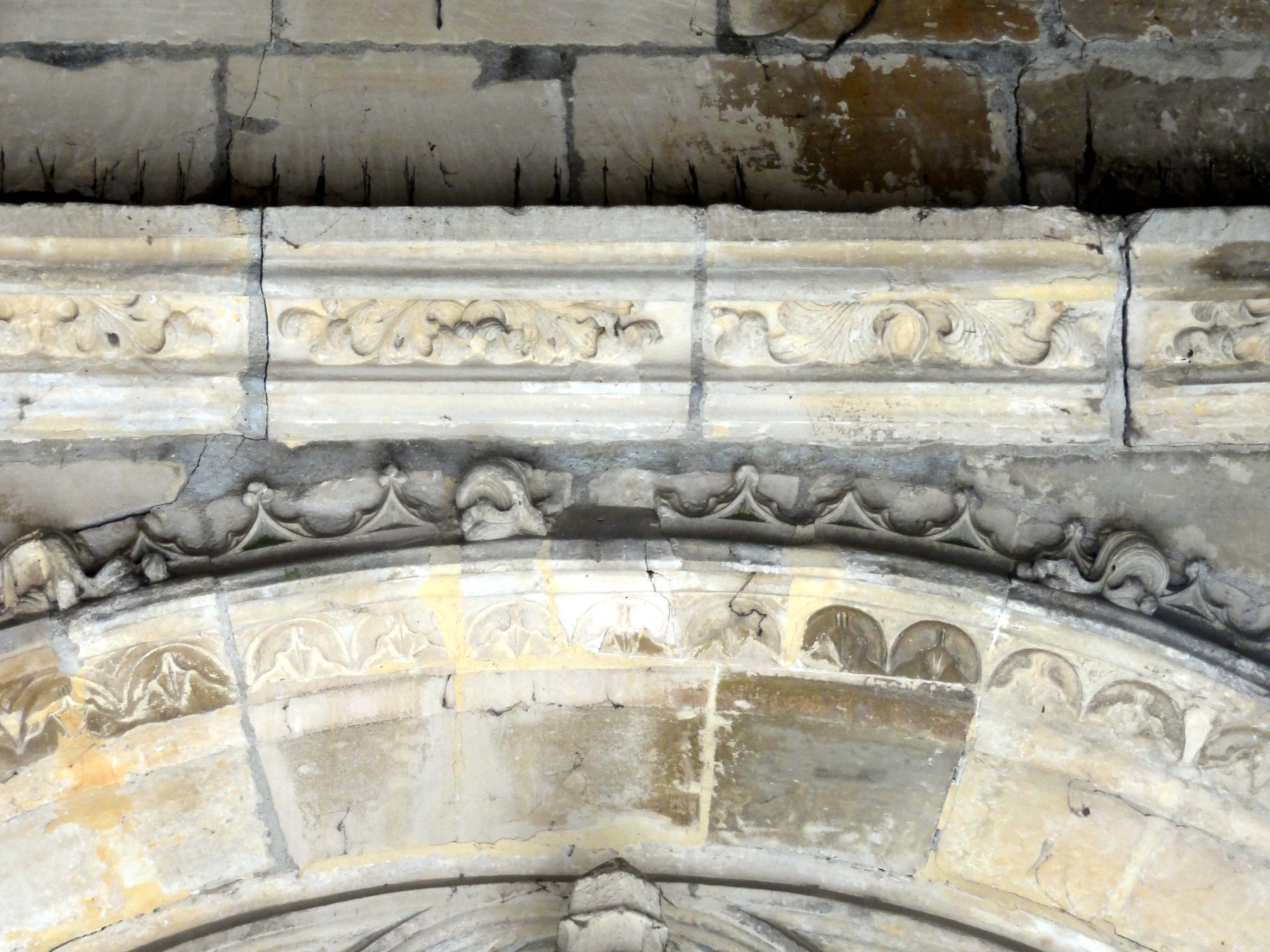
Archivolte et frise du portail.
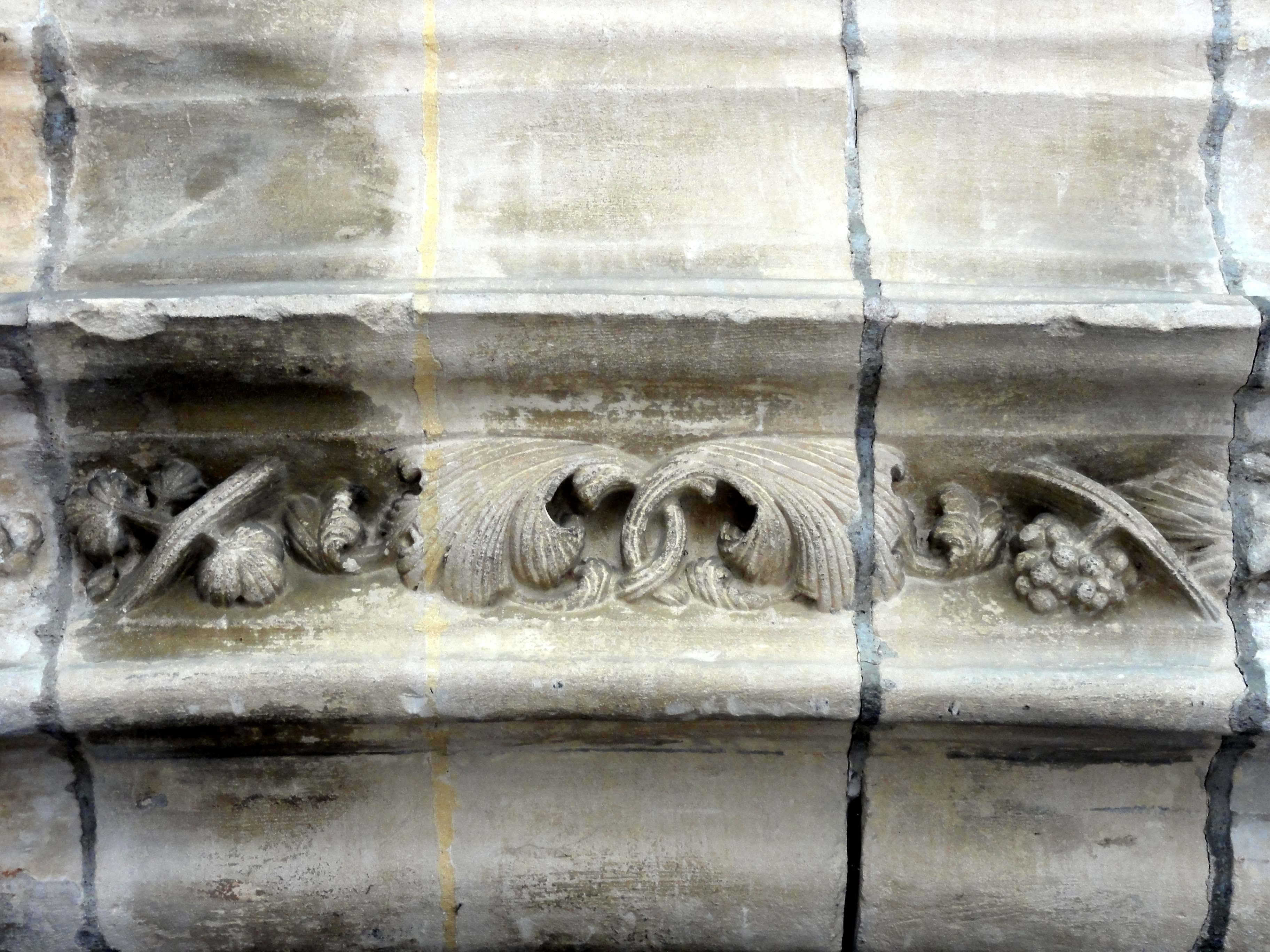
Frise de pampres dans la voussure inférieure.
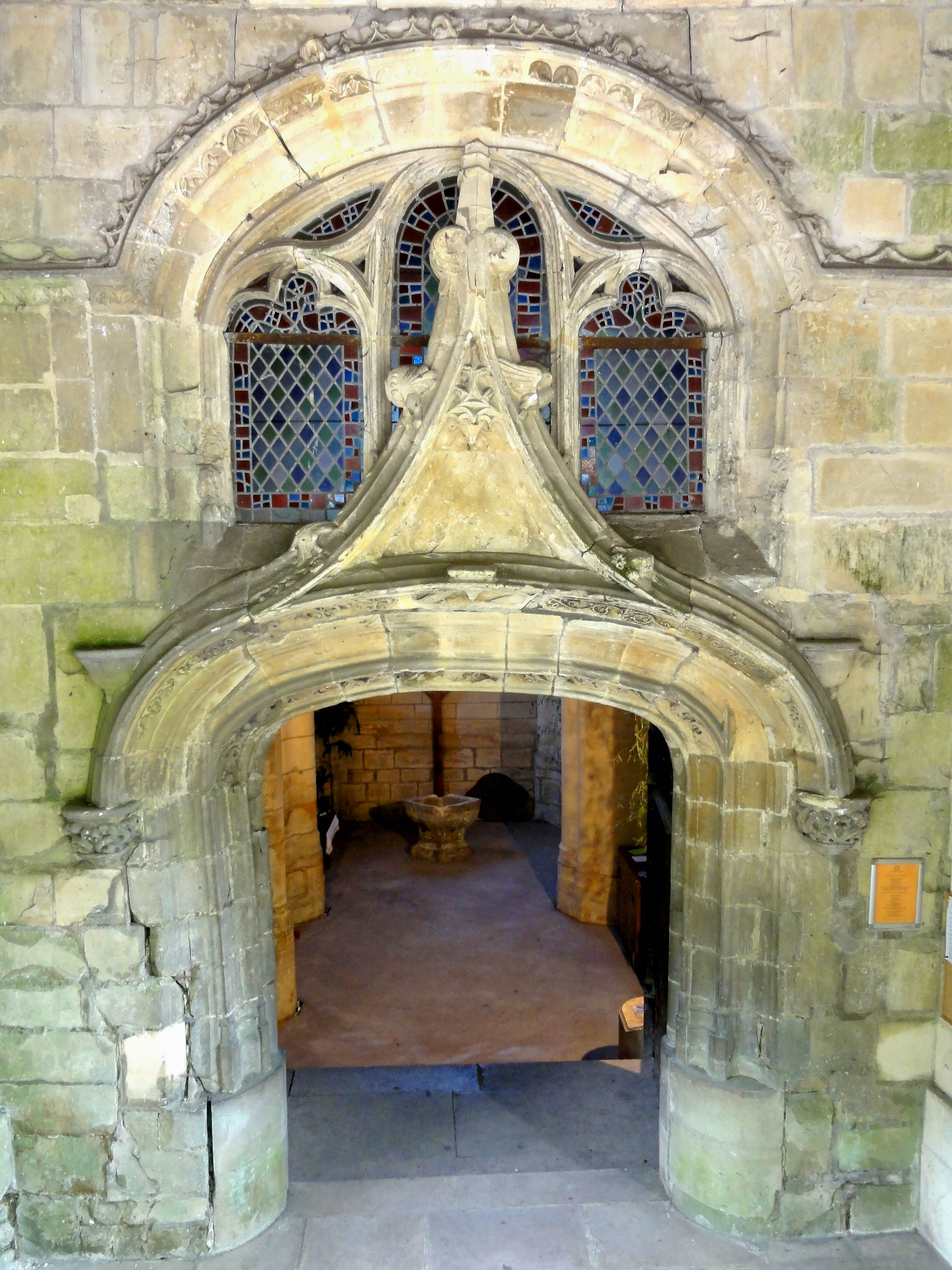
Portail méridional sous le porche.
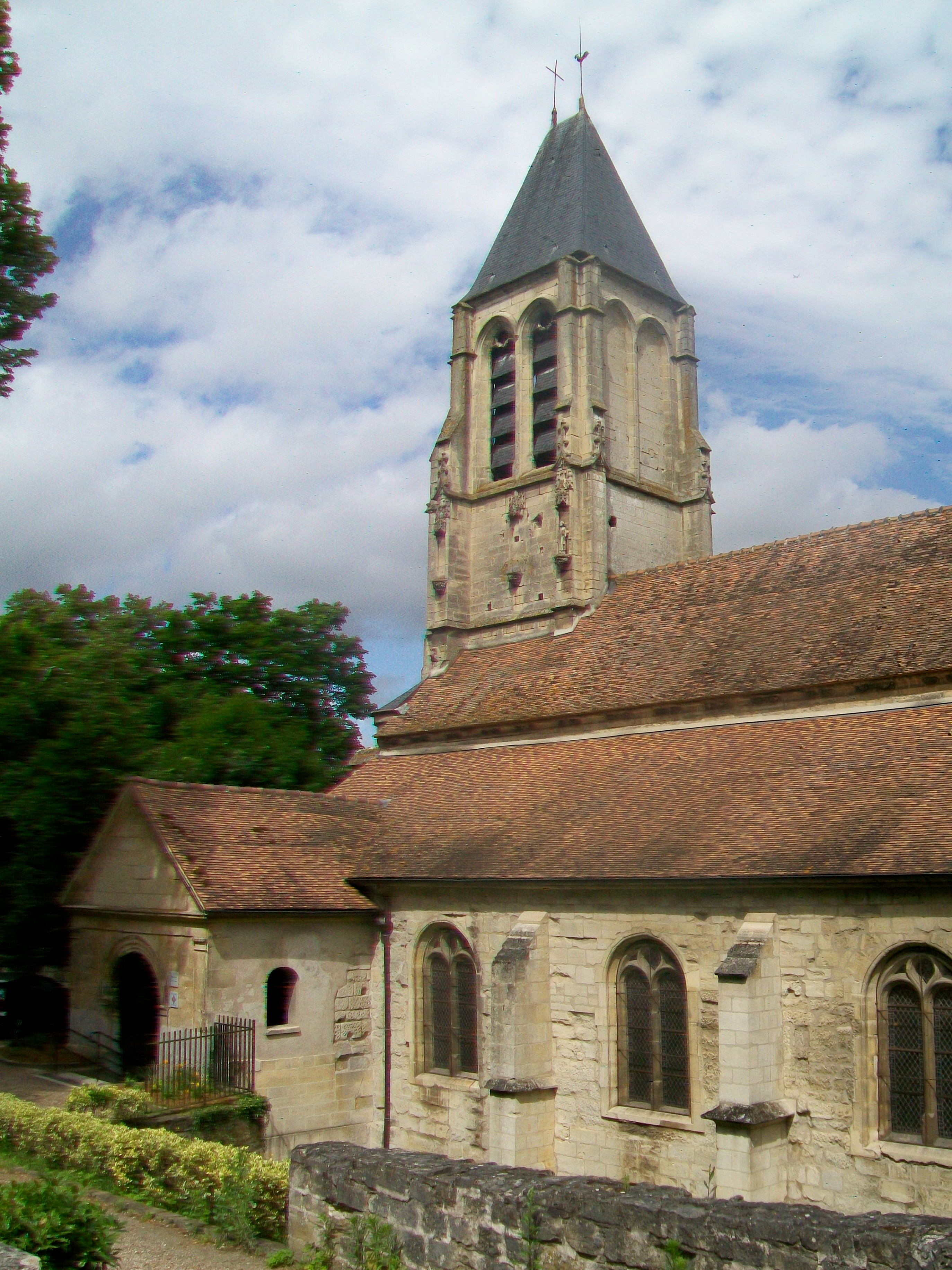
Vue depuis le sud-est.
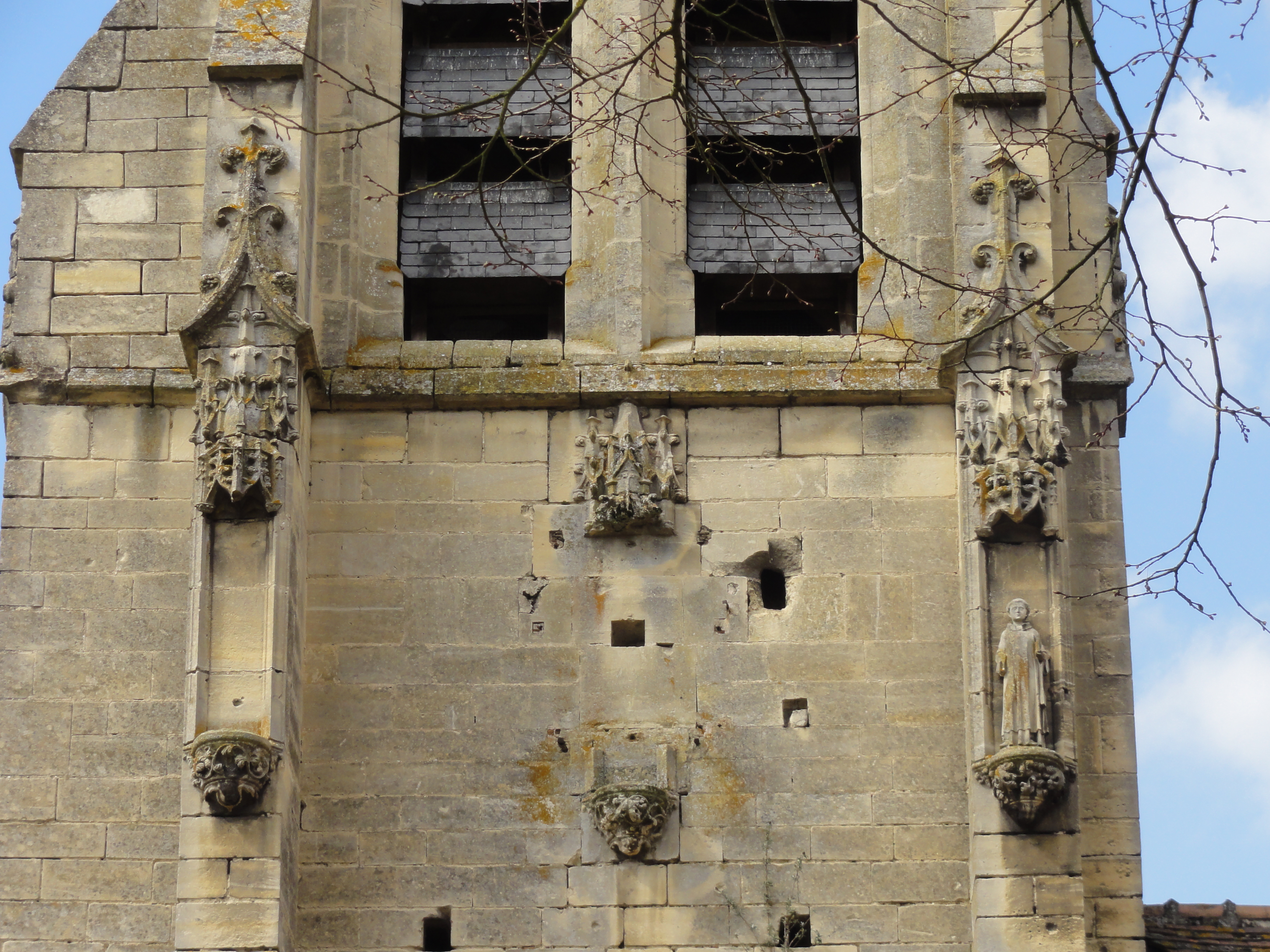
Clocher, premier étage, côté sud.
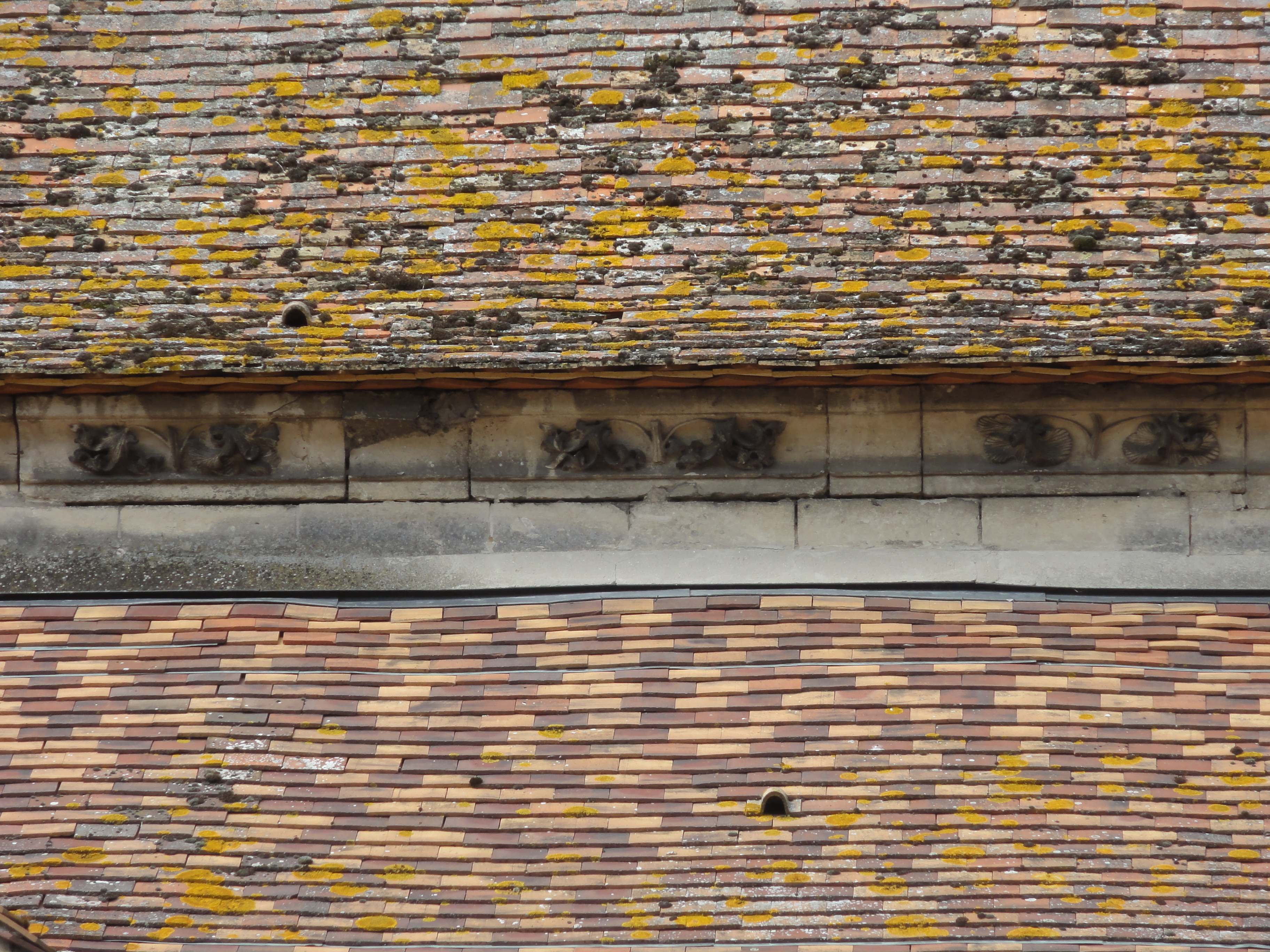
Nef, entablement côté sud.

### Travées occidentales

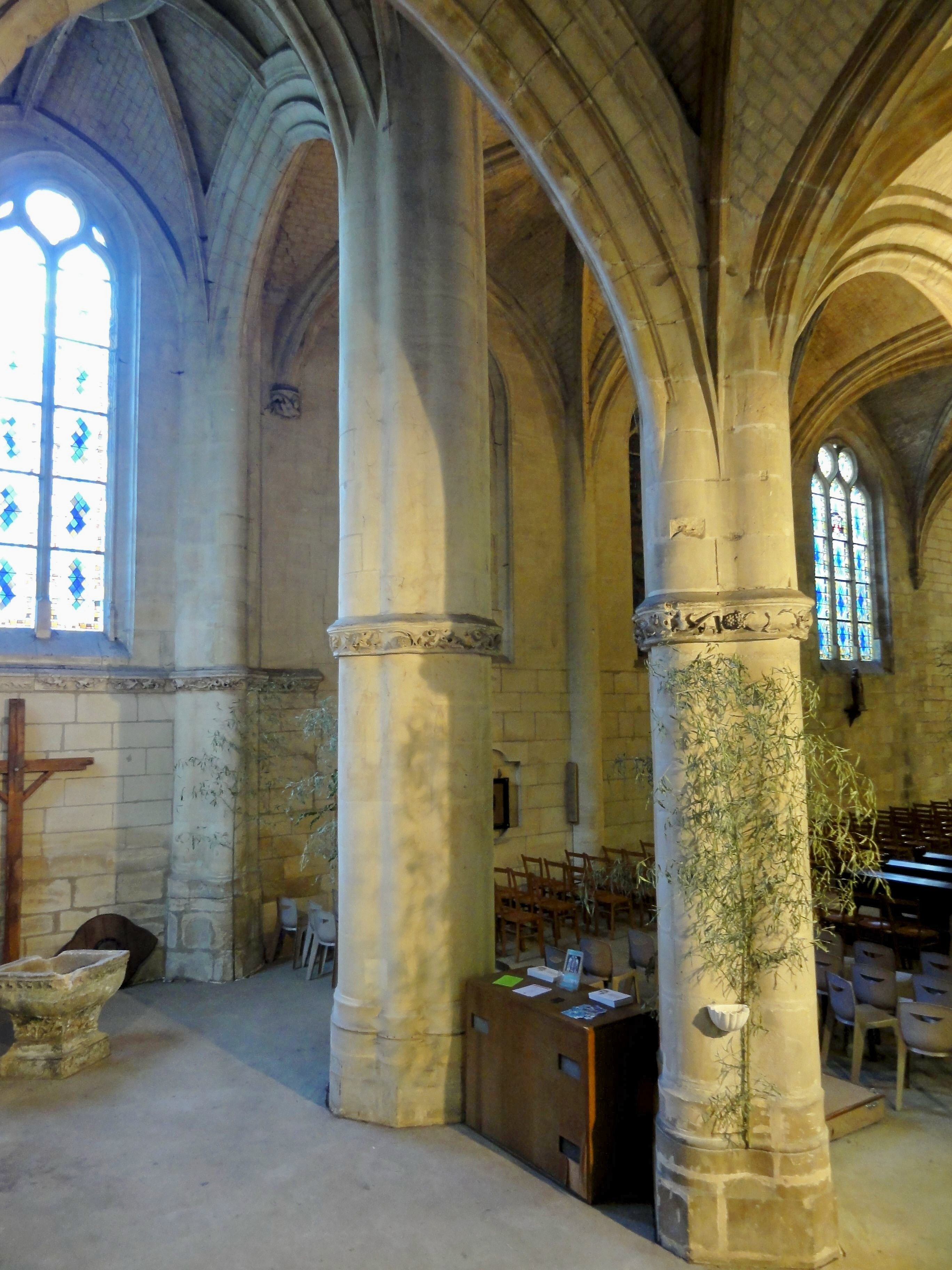
Travées occidentales.

L'on entre dans l'édifice plus comme dans un chai que dans une église, en descendant un escalier de sept marches, et en se faisant envelopper par l'obscurité qui règne à l'intérieur. Bien qu'éclairé par dix fenêtres au total, l'intérieur est effectivement assez sombre, car le parvis est bordé par des arbres, et dominé par un coteau couvert d'un bois, et d'autre part, les bâtiments du château s'approchent des baies du chevet et de l'unique baie que compte la nef au nord, hormis la base du clocher qui reste dégagée. Les piliers ondulés et les arcades prismatiques favorisent un intéressant jeu d'ombre et de lumière. Les trois travées occidentales par lesquelles l'on entre dans une église présentent une physionomie assez insolite du fait de la présence du pilier sud-est du clocher, inhabituellement proche du premier pilier des grandes arcades faisant communiquer le collatéral avec la nef. D'autre part, le maître d'œuvre a tout fait pour rendre cet espace le plus élégant possible, grâce à la minceur relative du pilier du clocher, l'emploi de piliers ondulés dans lesquels se fondent les nervures des voûtes, et la décoration par un rang de phylactères au revers du mur occidental, et une frise de pampres qui court à la limite des allèges. Le même procédé a été utilisé dans les bas-côtés de Louvres, dans le vaisseau central du Mesnil-Amelot, dans la dernière travée du collatéral sud de Villiers-Adam, et dans le bas-côté nord de Villiers-le-Bel (où le motif sont des postes associées aux denticules). Des frises de pampres en guise de chapiteaux agrémentent également les piliers ondulés, comme à Bessancourt, dans les bas-côtés sud de Cormeilles-en-Parisis et Louvres, et dans le chœur de Presles.
La fenêtre septentrionale de la base du clocher est désaxée ; la fenêtre occidentale occupe presque toute la largeur du mur. Une fenêtre existait jadis dans le mur de l'étroite travée entre collatéral et base du clocher (elle n'est pas signalée dans le plan). Il est à noter que les voûtes et doubleaux des travées occidentales sont tous en tiers-point. — La première travée de la nef abrite les fonts baptismaux du XIIIe siècle, l'un des deux éléments du mobilier classés monument historique au titre objet (l'autre étant une cloche de 1681). Il s'agit d'une cuve quadrangulaire taillé dans un bloc de pierre monolithe, aux arêtes vives, et dont les quatre faces s'incurvent pour former un pied plus étroit. La cuve et le pied sont décorés de feuilles en bas-relief. Deux des angles de la cuve montrent de profondes entailles, dues à l'arrachement de la fixation du couvercle d'origine. Des traces de polychromie restent visibles, mais ne permettent plus guère de restituer la nature du décor.

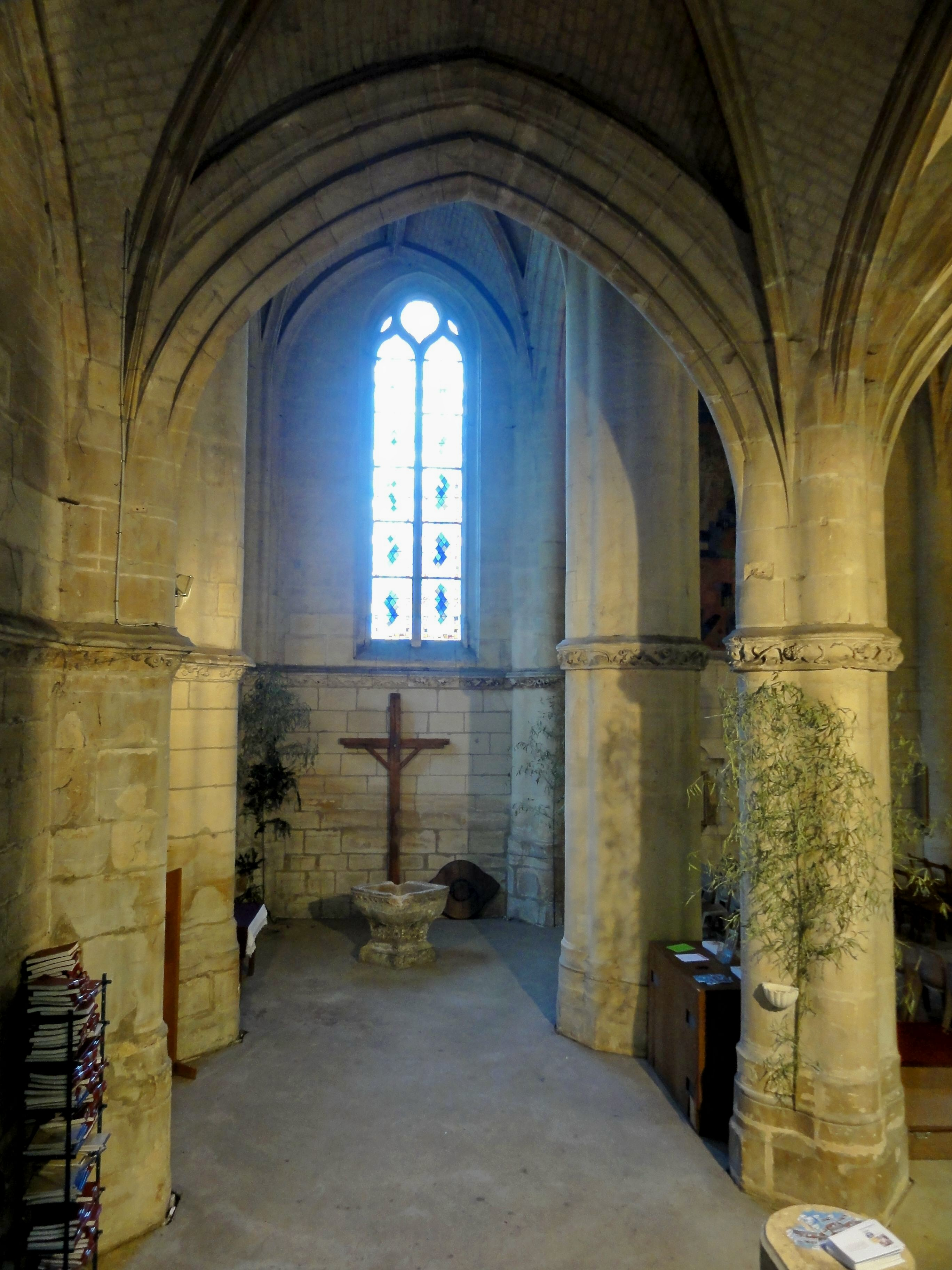
Travées occidentales.
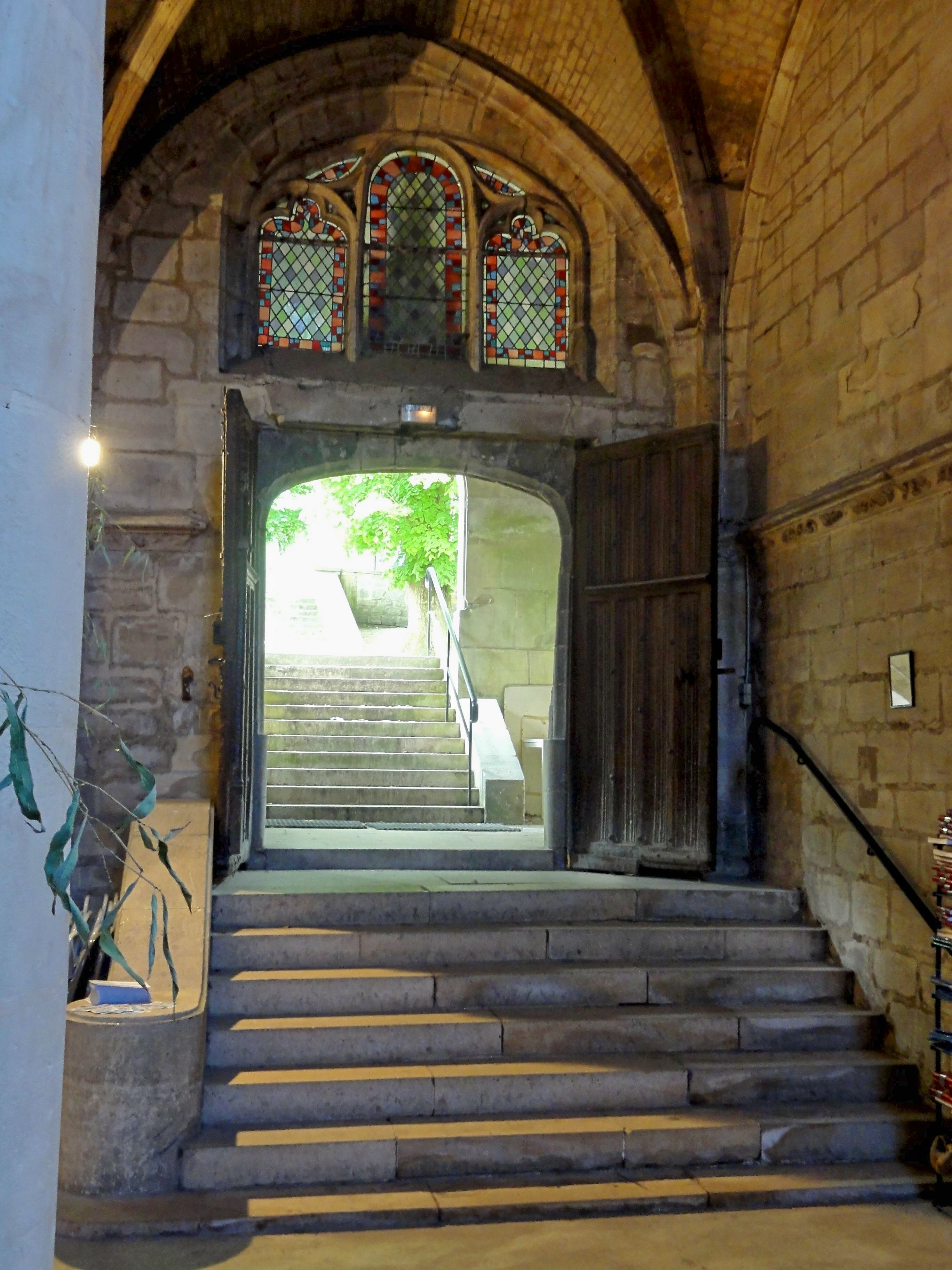
Intérieur du portail.
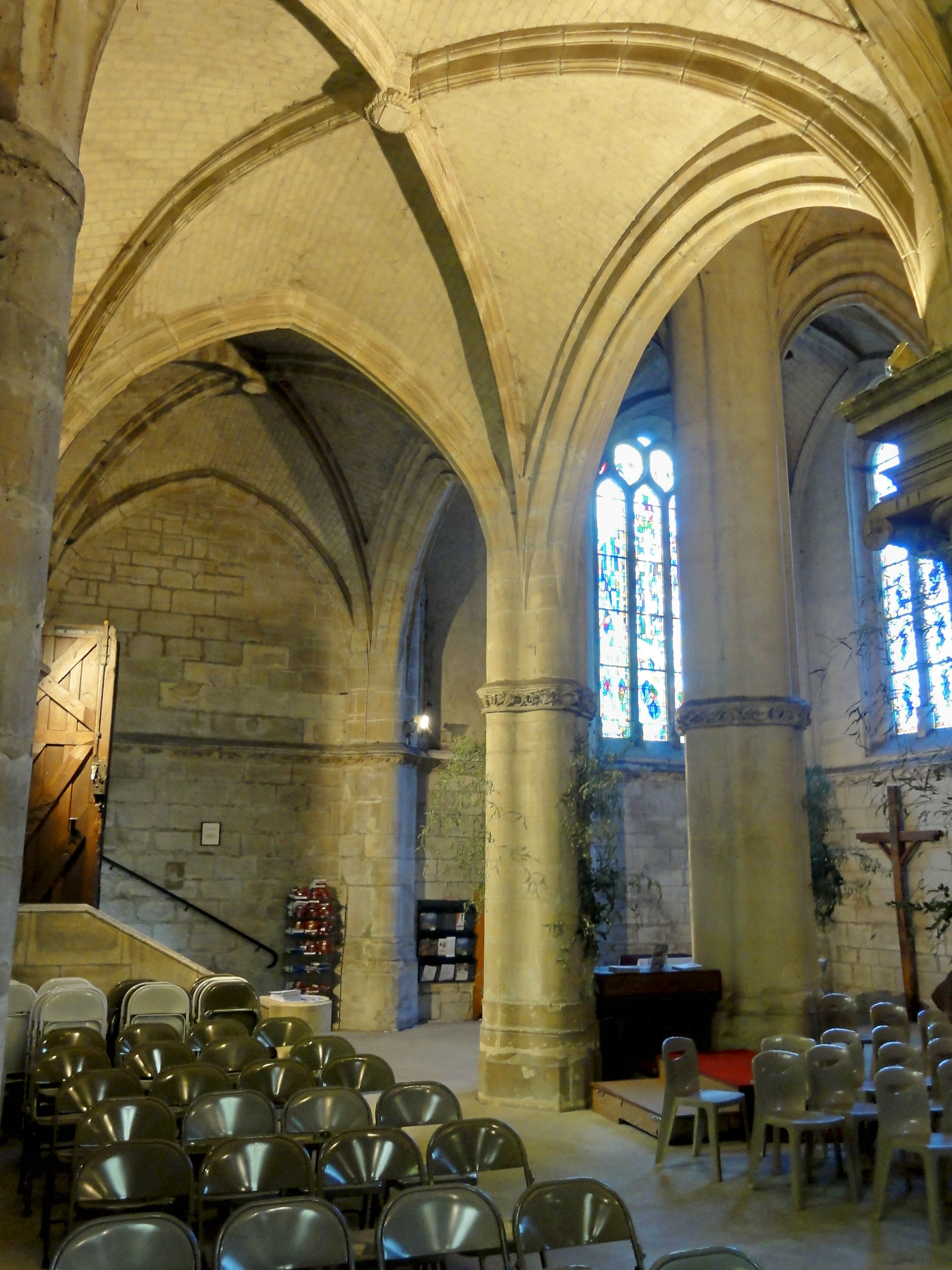
Extrémité ouest du collatéral.
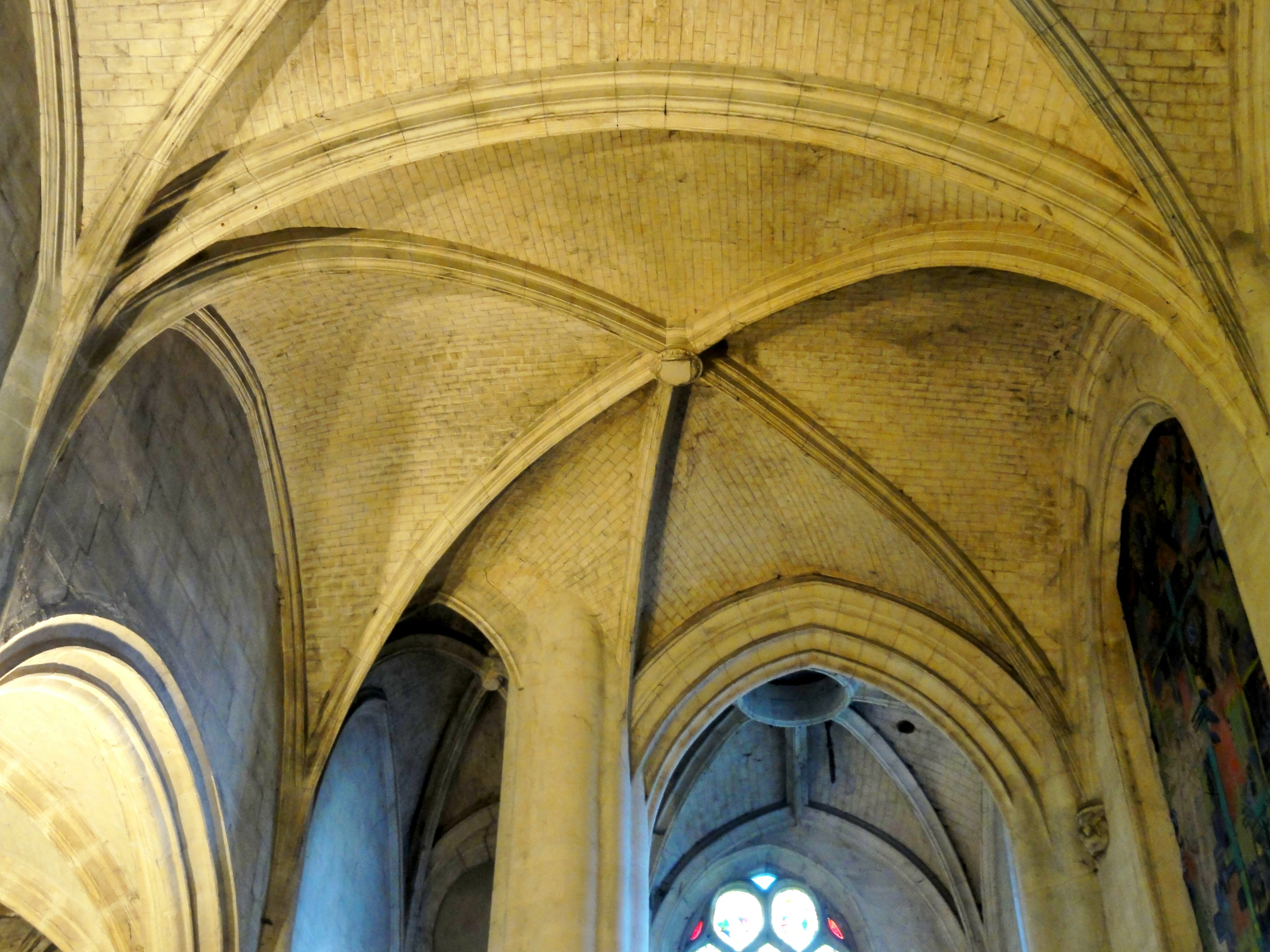
Voûte de la 2e travée de la nef.
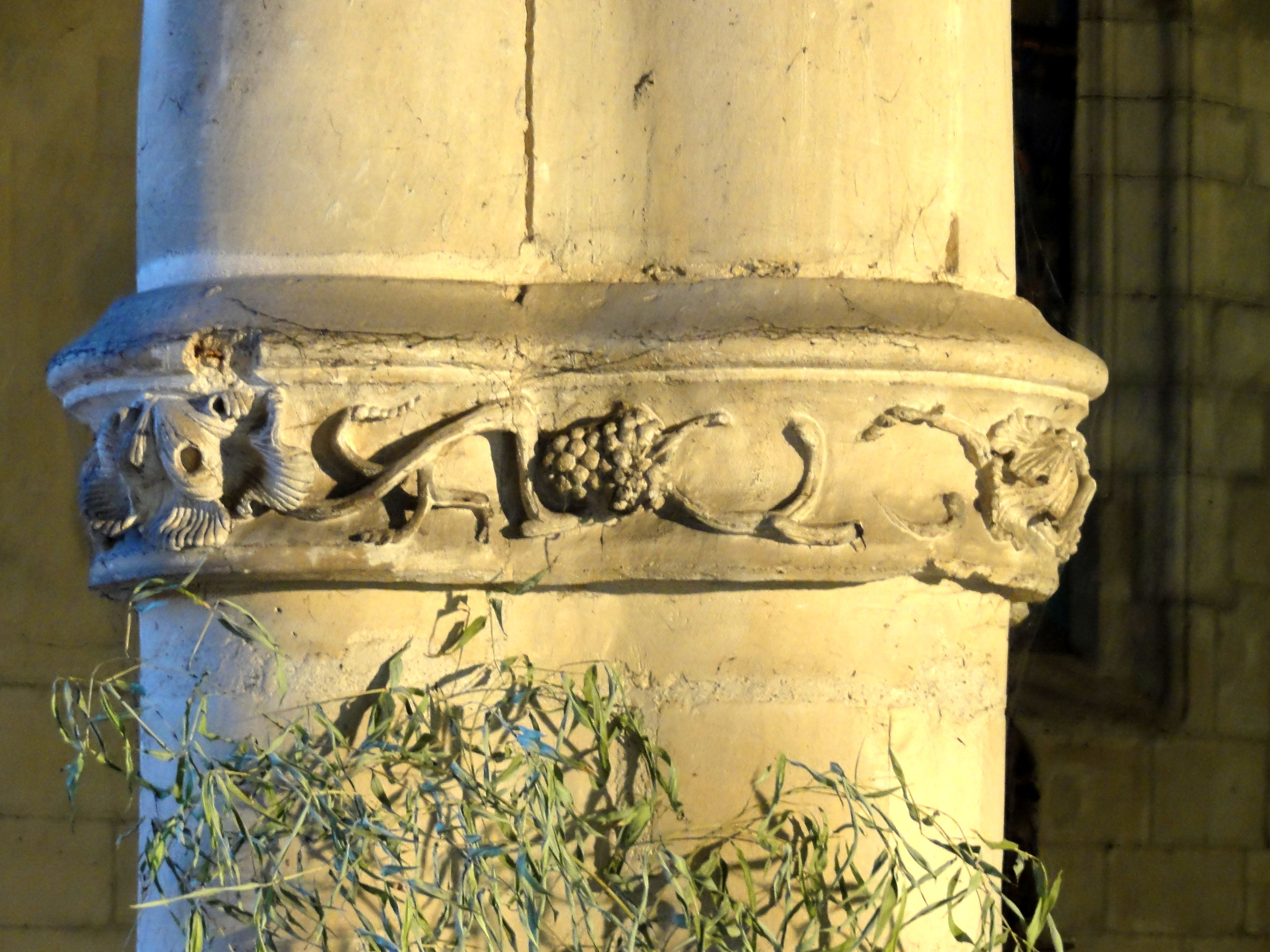
Frise du 1er pilier des arcades.
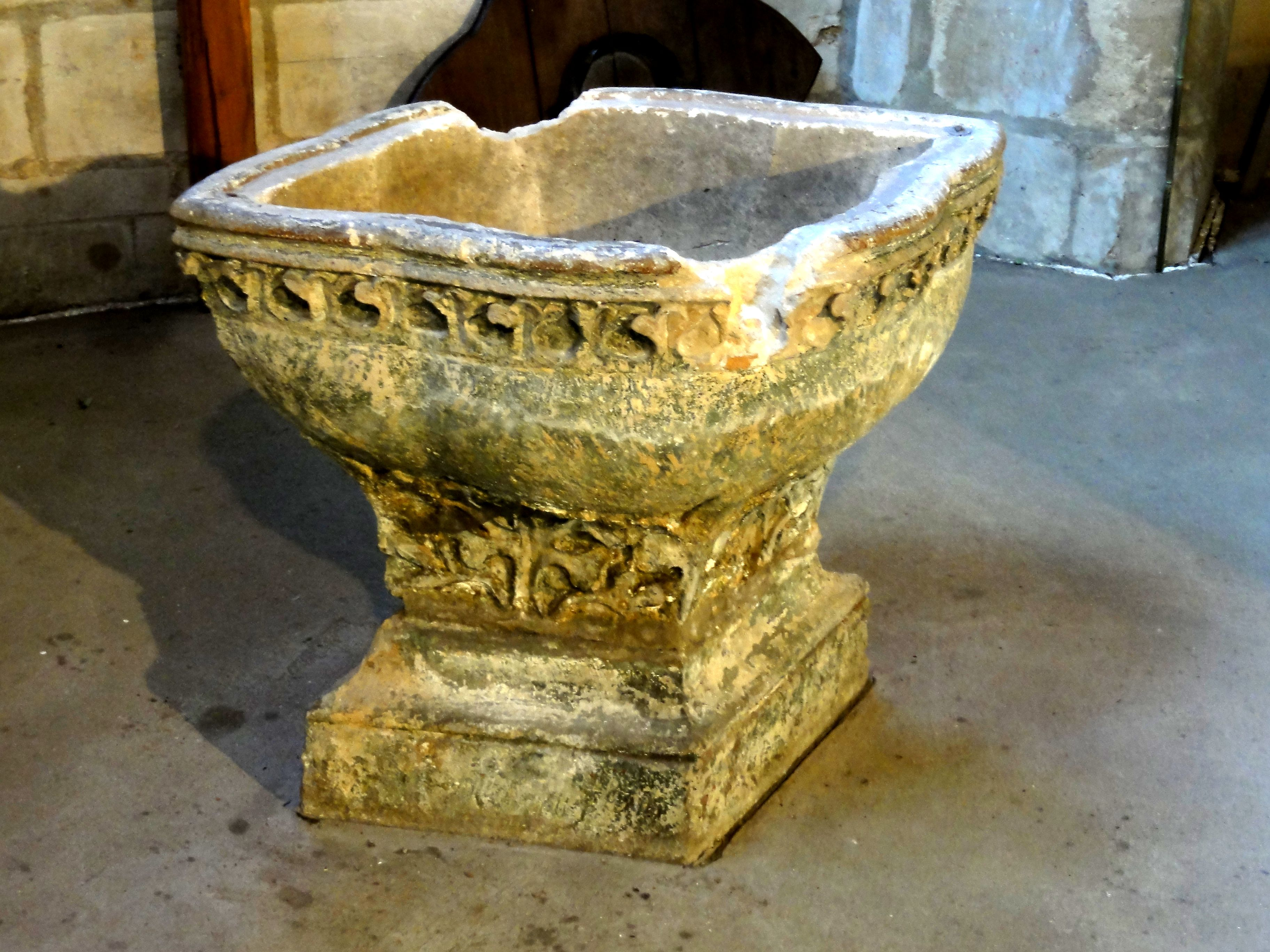
Fonts baptismaux.

### Nef et collatéral

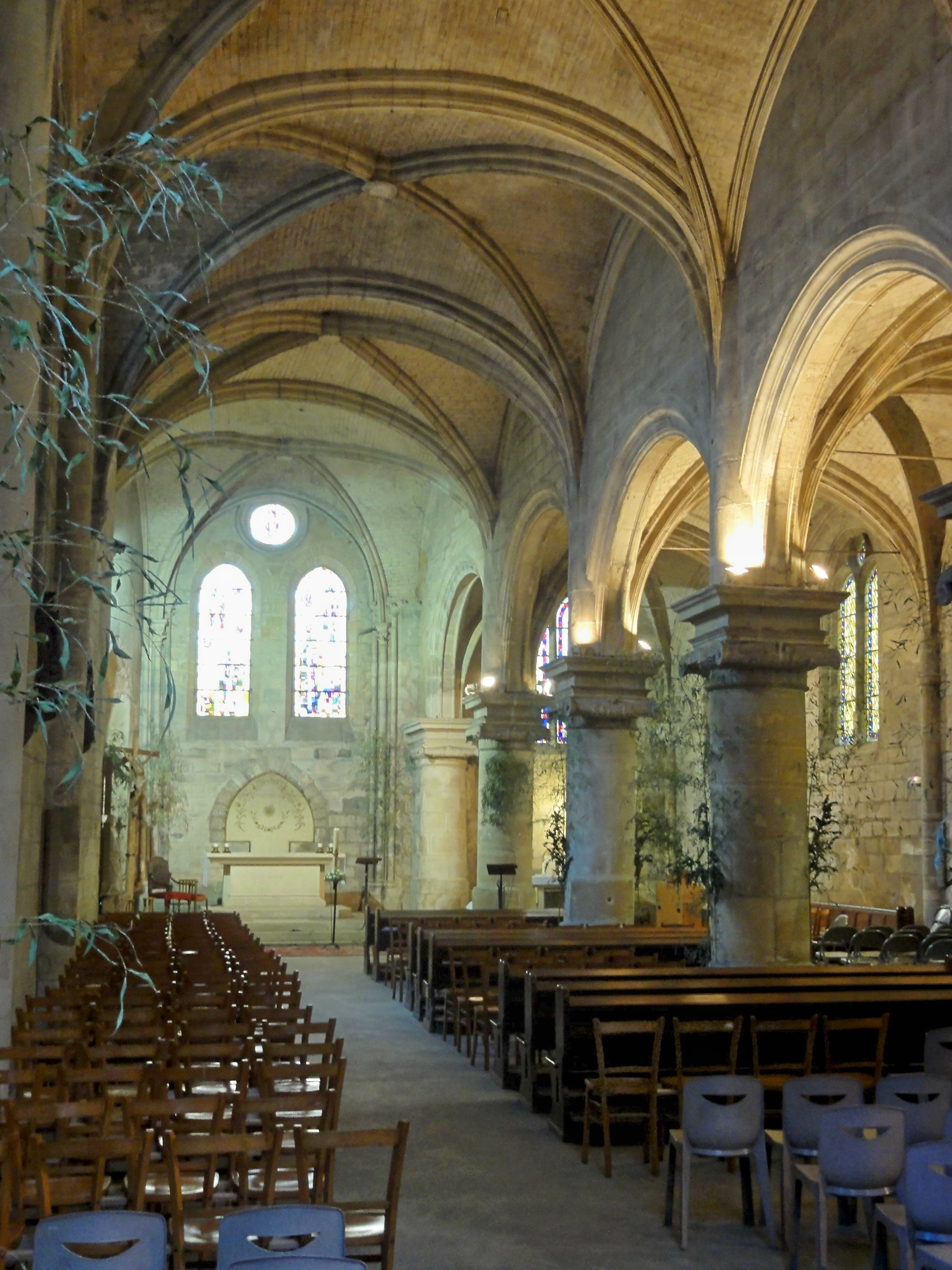
Nef, vue vers le chevet.

Avec une nef et un collatéral largement ouverts l'un sur l'autre et une faible différence de hauteur entre les deux parties, l'on est proche de l'esthétique d'une église-halle. Cependant, des murs hauts existent dans la nef, au-dessus des grandes arcades, et il serait inapproprié de parler d'une église à deux nefs. Les deux vaisseaux réunis ont une largeur de 12 m, dont 6,80 m pour la nef et 5,20 m pour le collatéral. La nef atteint une longueur de 32 m environ, et le collatéral est de 1,20 m plus court. Comme déjà signalé, les deux premières travées de la nef sont particulières du fait de la présence de la base du clocher. Alors que les nervures des voûtes sont habituellement pénétrantes dans l'église, l'une des ogives de la voûte de la seconde travée retombe sur un cul-de-lampe dans l'angle nord-ouest de la travée. Une particularité similaire existe entre la quatrième et la cinquième travée, également au nord. Sinon, les nervures des voûtes se fondent dans de demi-colonnes engagées dans les murs : le principe des piliers ondulés, qui demande davantage de main-d'œuvre pour la taille des pierres, n'a pas été maintenu au-delà des travées occidentales. Au-dessus des grandes arcades, les demi-colonnes s'arrêtent net sur de gros chapiteaux ioniques, portés par cinq gros piliers cylindriques, même au revers du chevet.
Dans la nef, les doubleaux sont en cintre surbaissé, les formerets en cintre brisé et les grandes arcades en plein cintre. Dans le collatéral, les doubleaux sont en tiers-point à l'instar des travées occidentales, ce qui renvoie au XVe siècle conformément à la date de 1485 sur une clé de voûte, déjà mentionnée. Le long du mur méridional, l'on trouve des demi-colonnes engagées tout comme dans le mur septentrional, avec comme principale différence, des bagues (ou des frises non sculptées) en dessous de la retombée des voûtes. Aucune particularité n'est à relever concernant le chevet du collatéral, alors que le chevet de la nef subsistant de l'église précédente est exceptionnellement flanqué de deux faisceaux de trois colonnettes à chapiteaux. Ils sont sculptés en crochets, et le chapiteau central de chaque faisceau recevant l'une des ogives est situé un peu plus bas que les autres. Le chevet initial étant moins large que la nef actuelle, un massif de maçonnerie s'interpose entre le faisceau de colonnettes de droite et l'angle sud-est du vaisseau ; pour l'accommoder avec le reste, il a été décoré d'une frise imitant la sculpture des chapiteaux, à la hauteur de ces derniers.

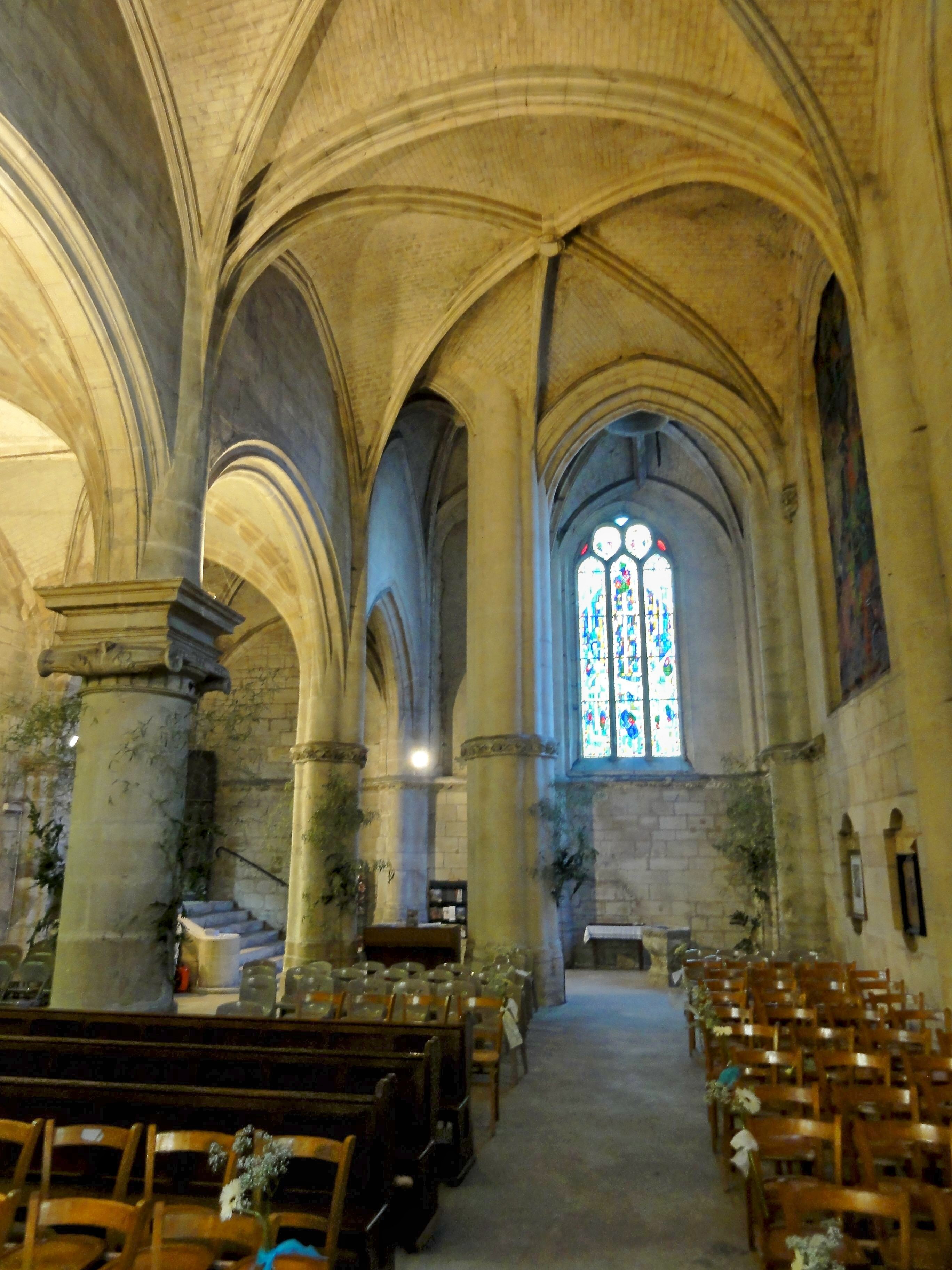
Nef, vue depuis l'est.
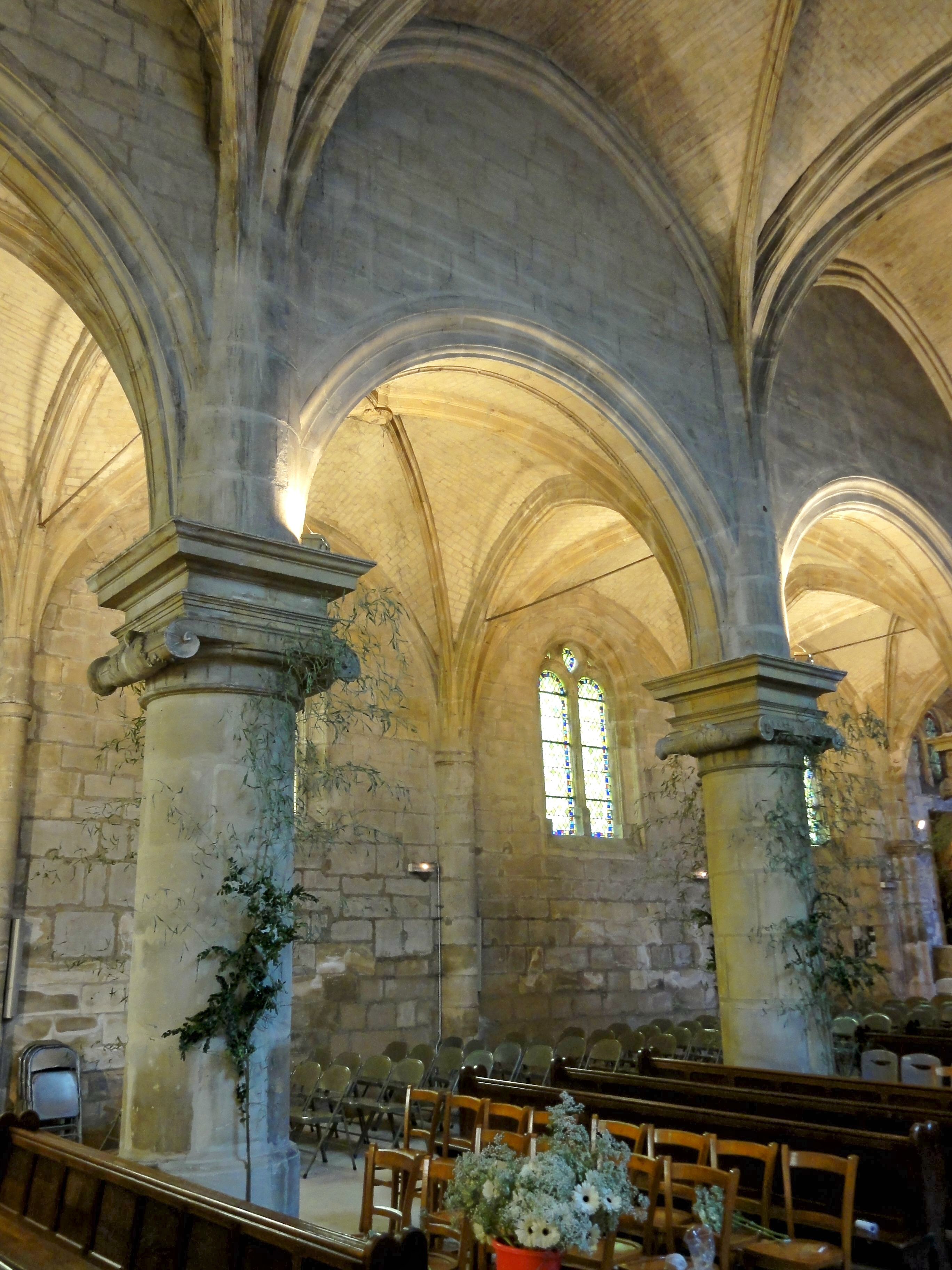
Grande arcade.
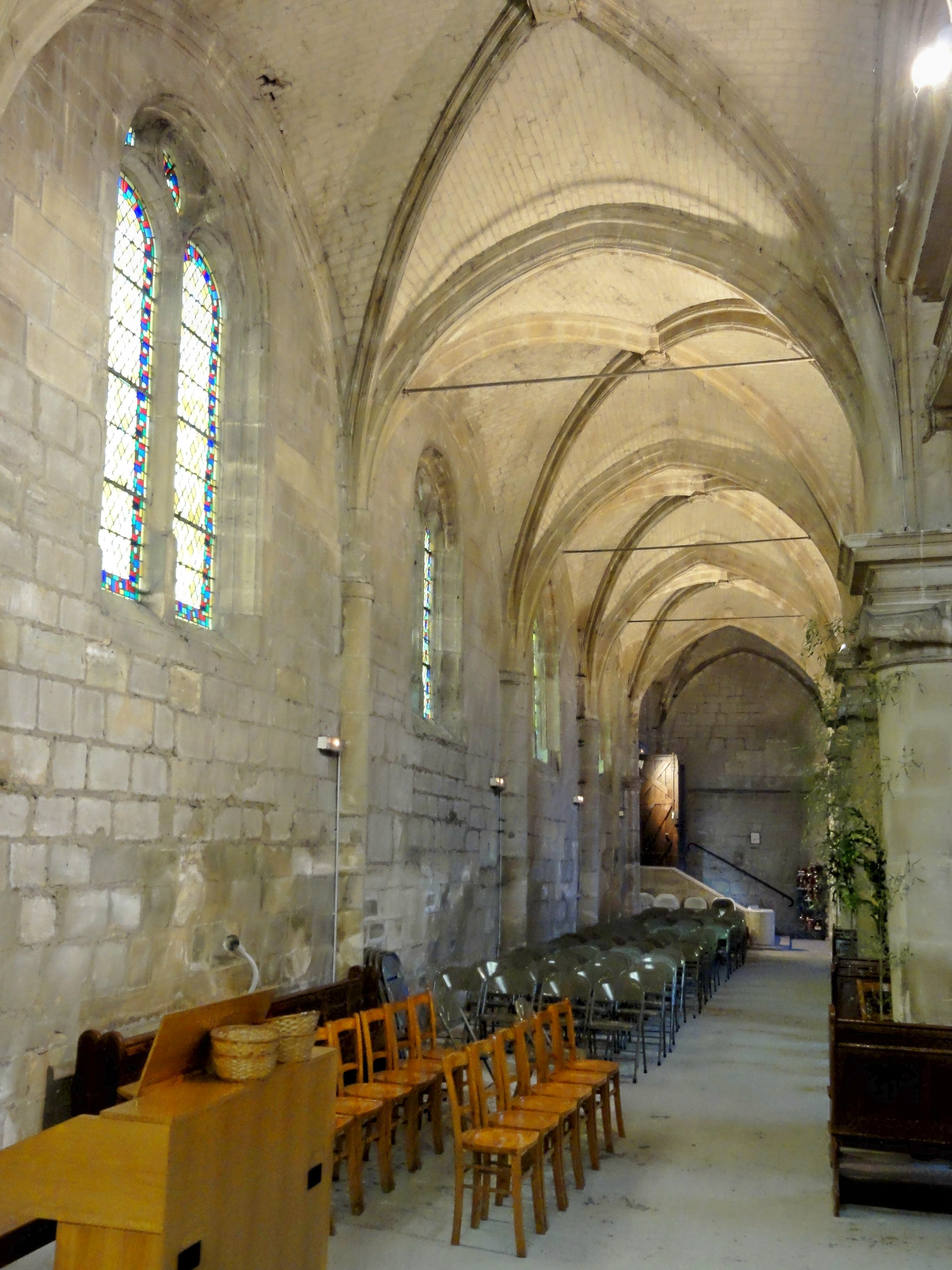
Collatéral, vue depuis l'est.
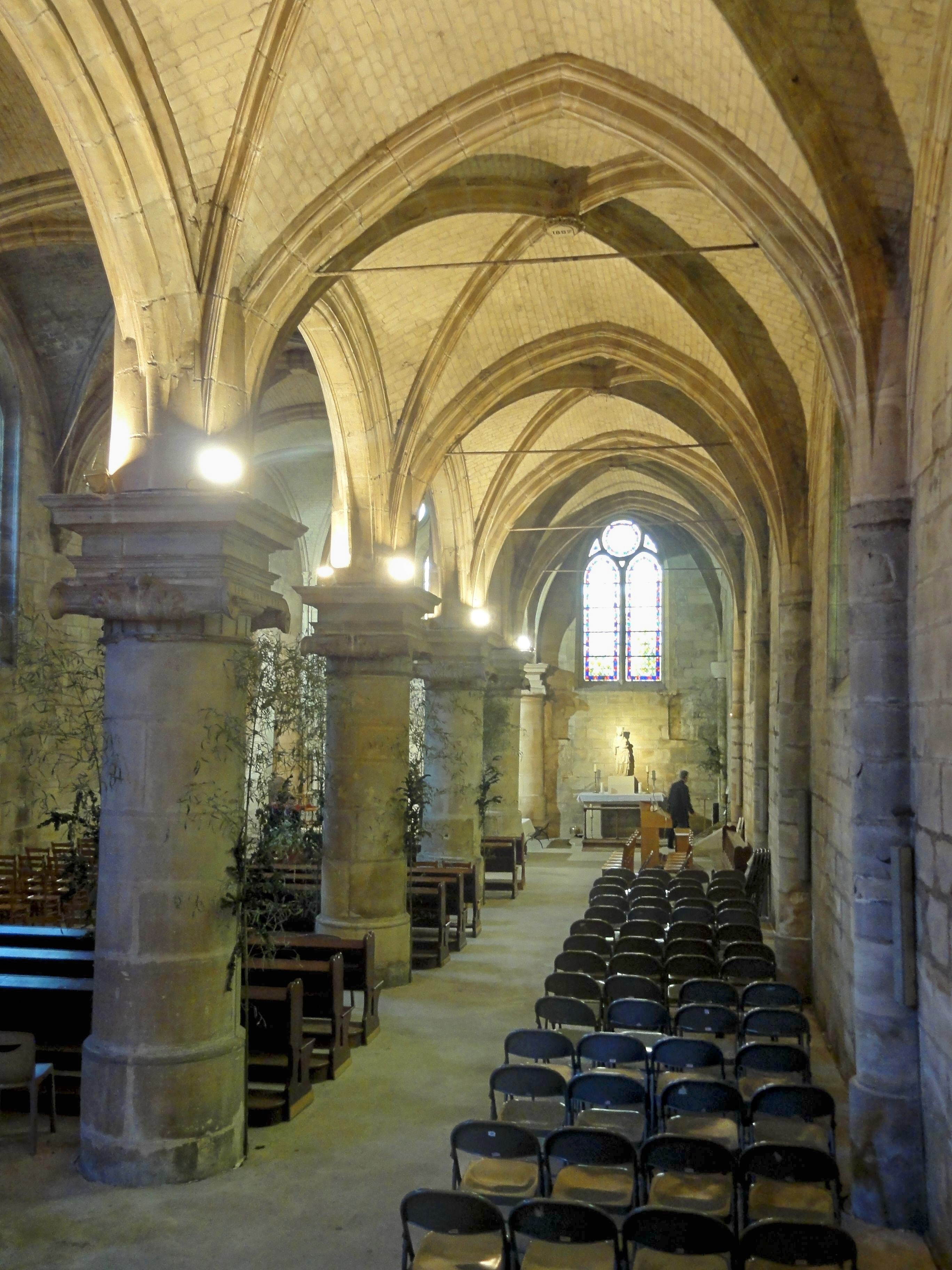
Collatéral, vue vers le chevet.
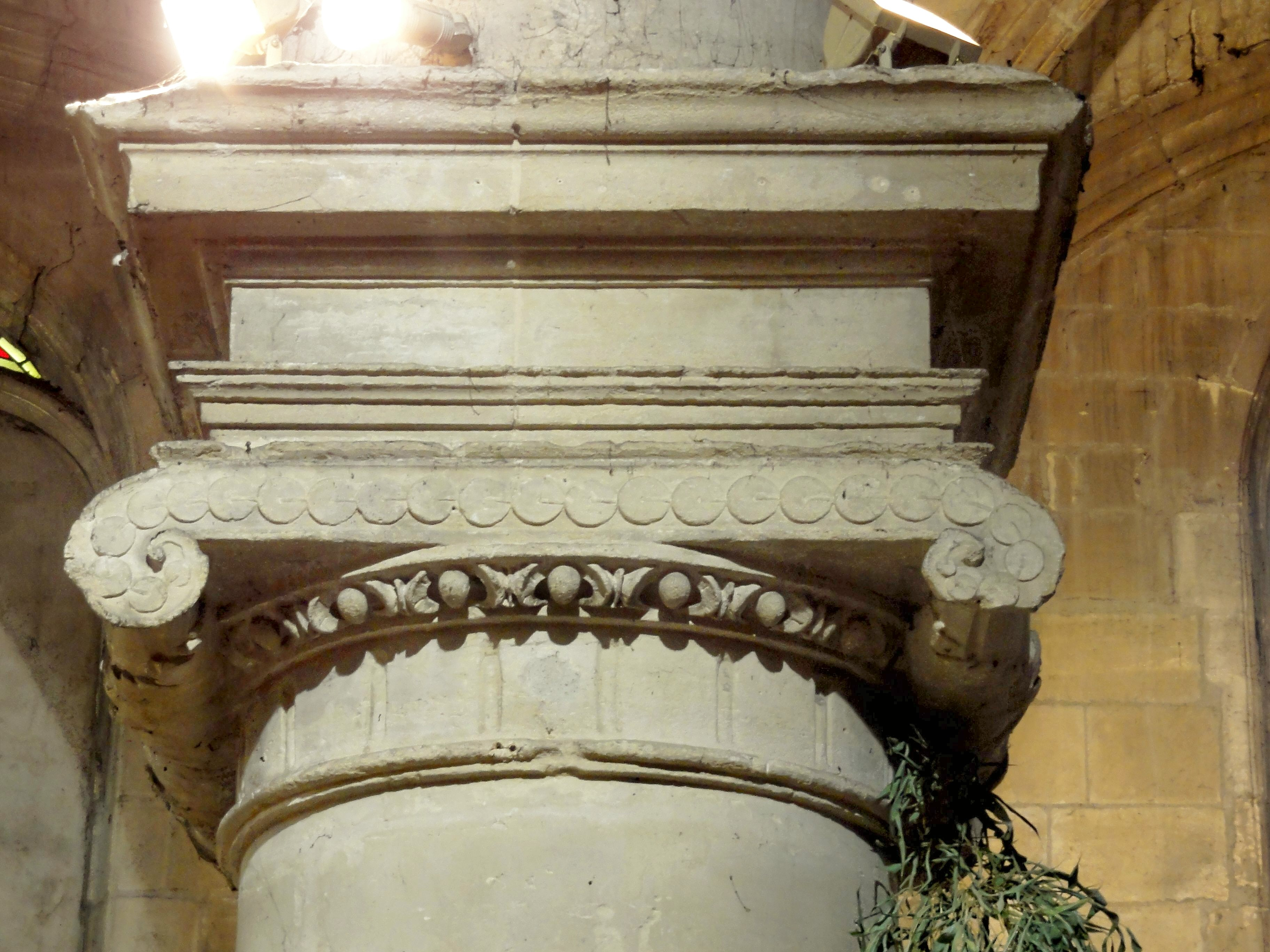
Chapiteau ionique.
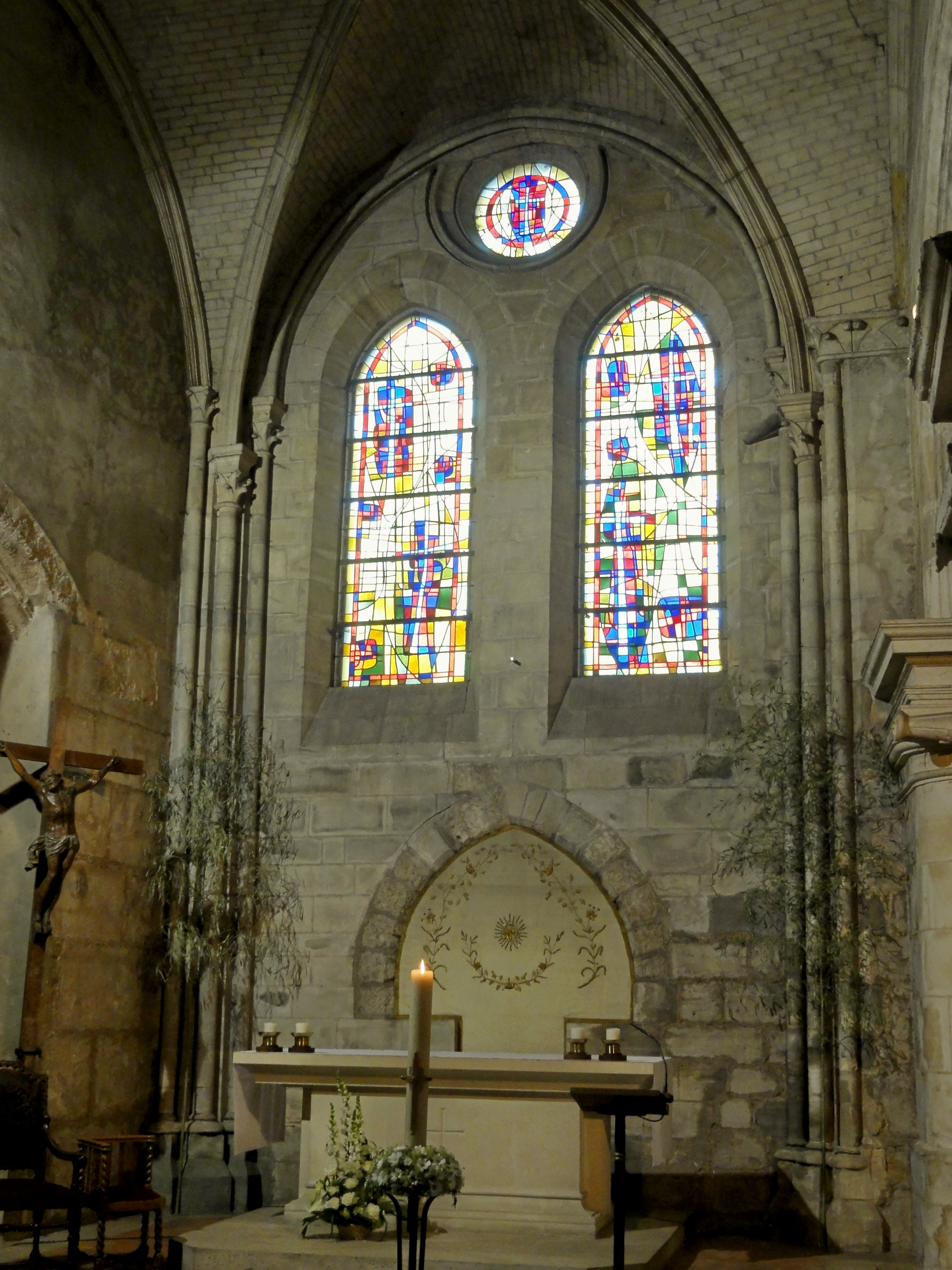
Chevet du XIIIe siècle.

### Chapelle seigneuriale
De plan irrégulier, la chapelle seigneuriale est voûtée très bas, et sa vocation ne se reflète pas dans son aménagément intérieur, qui est dépourvu de toute ornementation architecturale. L'arcade brisée ouvrant dans la chapelle depuis la dernière travée de la nef n'est pas complète : elle s'arrêt à mi-chemin côté est. D'autre part, l'arcade est moins large que la chapelle elle-même. Du fait de ces particularités, elle est indépendante du formeret de la première voûte, et un interstice triangulaire existe par ailleurs entre le formeret et l'arcade. Les doubleaux, ogives et formerets sont en cintre surbaissé, et les nervures retombent sur de simples culots. Les deux fenêtres en arc brisée sont dépourvues de remplage. Les traces très nettes d'une baie bouchée existent dans le chevet de la chapelle. À l'est, une petite porte ouvre dans la cour du château.

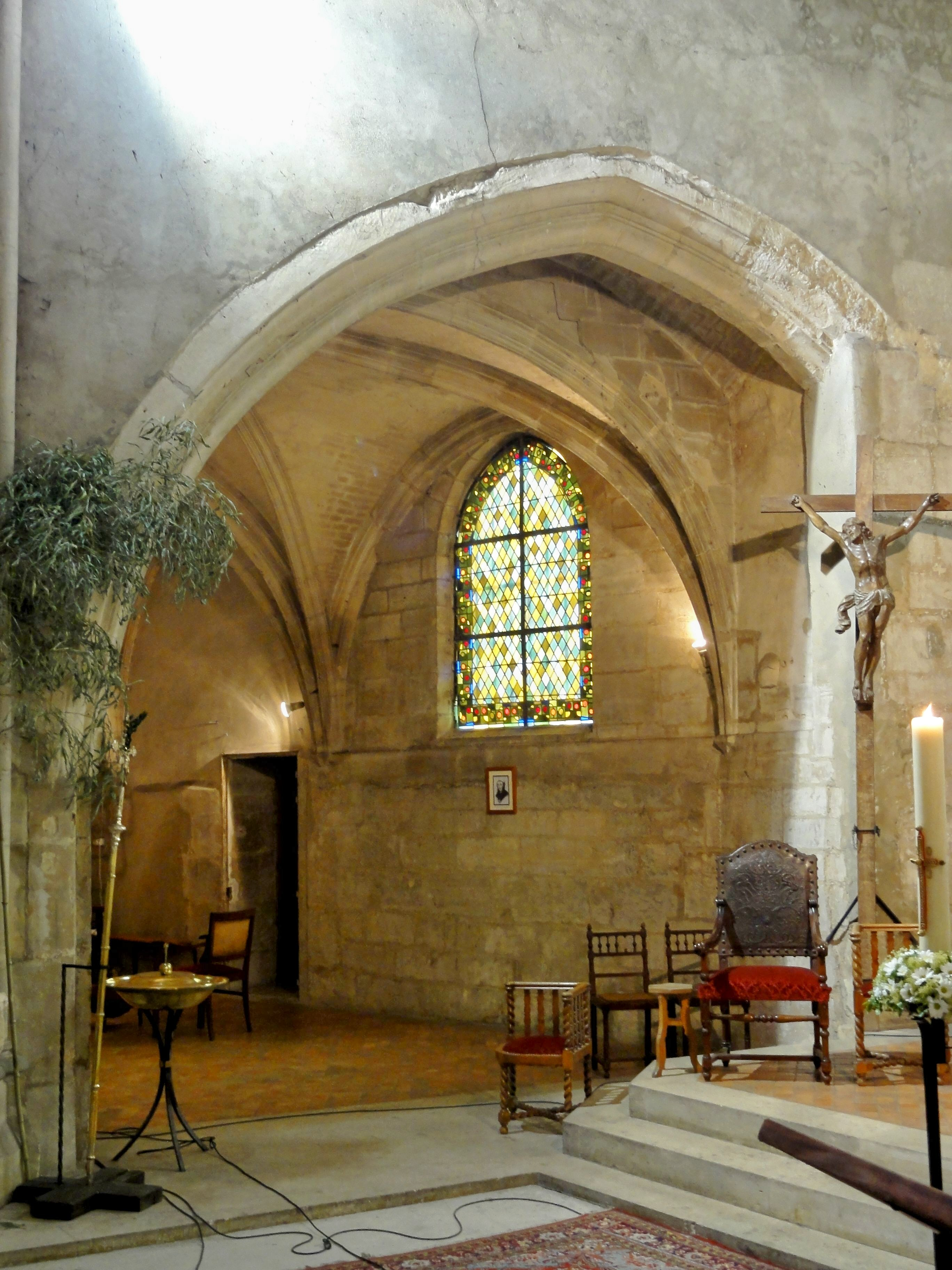
Vue dans la chapelle.
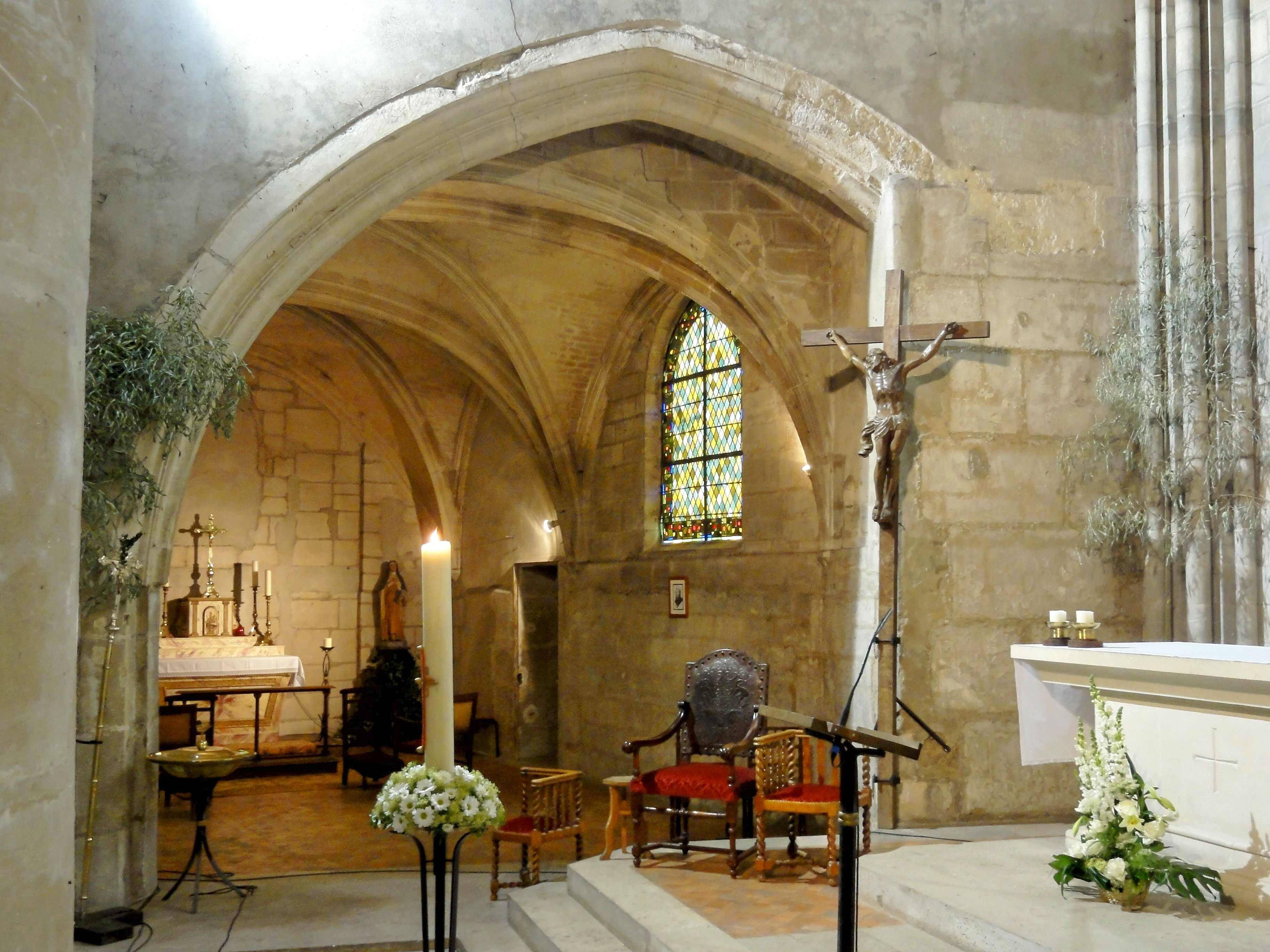
Vue dans la chapelle.
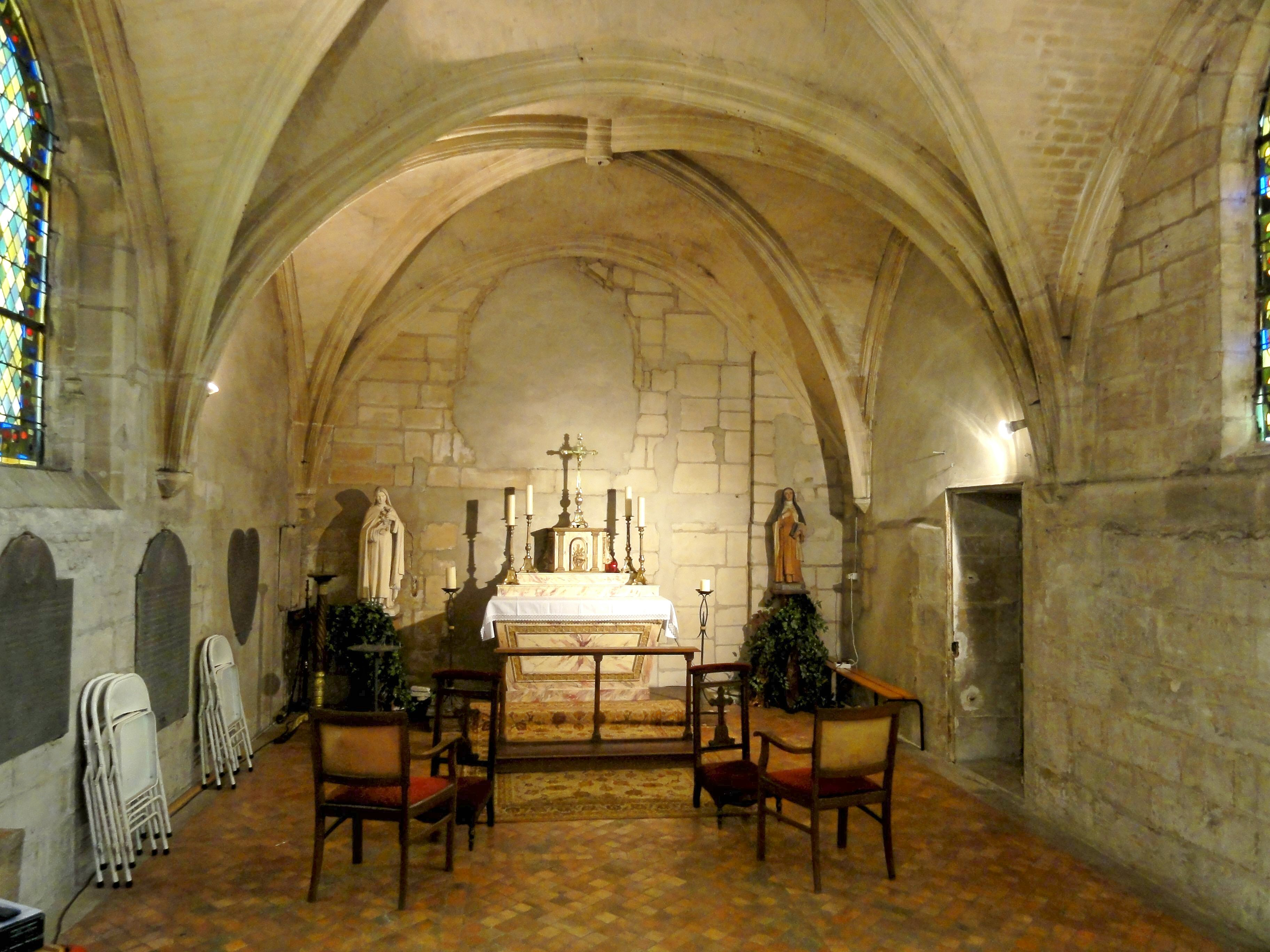
Intérieur de la chapelle.
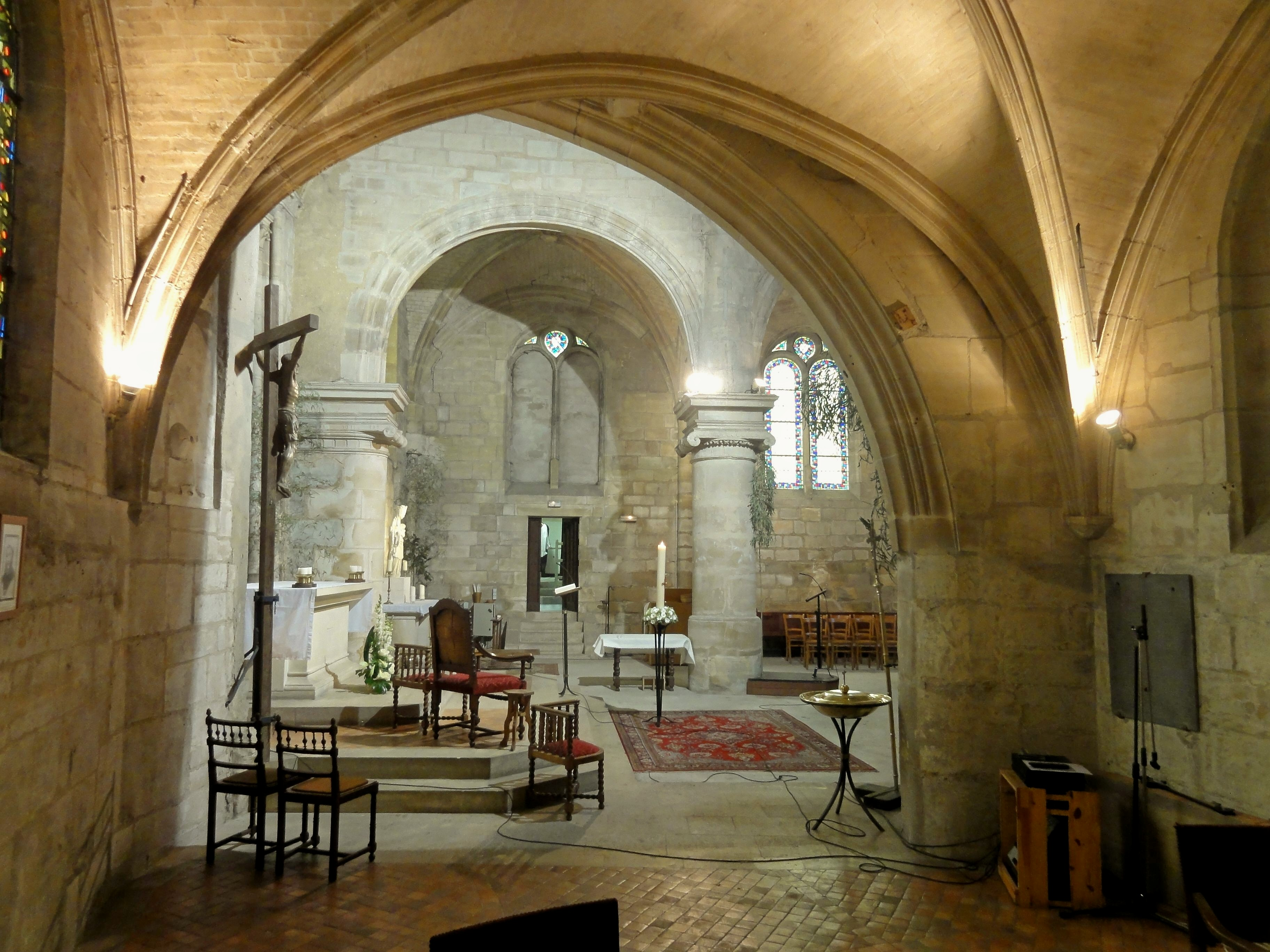
Vue vers le chœur.